# Julikrise
| Chronologie - 28. Juni: Ermordung von Erzherzog Franz Ferdinand in Sarajevo - 5./6. Juli: „Mission Hoyos“ und der deutsche „Blankoscheck“ - 20. Juli: Staatsbesuch Poincarés und Vivianis in St. Petersburg - 23. Juli: Österreichisches Ultimatum an Serbien - 25. Juli: Serbische Antwort auf das Ultimatum - 28. Juli: Kriegserklärung Österreich-Ungarns an Serbien - 29. Juli: Beschießung Belgrads - 29. Juli: Russische Teilmobilmachung - 31. Juli: Russische Generalmobilmachung - 31. Juli: Deutsche Ultimaten an Frankreich und Russland - 1. August: Französische (15.55 Uhr) und deutsche Generalmobilmachung (17 Uhr) für den Folgetag beschlossen, deutsche Kriegserklärung an Russland - 2. August: Deutsches Ultimatum an Belgien und Besetzung Luxemburgs - 3. August: Deutsche Kriegserklärung an Frankreich - 4. August: Deutscher Einmarsch in Belgien - 4. August: Kriegserklärung Großbritanniens an Deutschland - 6. August: Kriegserklärung Österreich-Ungarns an Russland - 8. August: Kriegserklärung Großbritanniens an Österreich-Ungarn |

Die offizielle Bündnissituation in der Julikrise:

Die Julikrise war die Zuspitzung der Konfliktlage zwischen den fünf europäischen Großmächten sowie Serbien, die auf die Ermordung des österreichischen Thronfolgers Franz Ferdinand am 28. Juni 1914 folgte und zum Ersten Weltkrieg führte. Bis heute werden die Motive und Handlungsweisen aller beteiligten Mächte, Politiker und Diplomaten sowohl in der Öffentlichkeit als auch unter Historikern kontrovers diskutiert.
So hängt etwa die jeweilige Antwort auf die Kriegsschuldfrage entscheidend davon ab, wie die Ereignisse während der Julikrise bewertet werden, wobei mit den Bewertungsfragen auch bestimmte psychologisch-soziologische Aspekte des „Va-banque-Spielens“ wichtig werden, etwa die sogenannte „Brinkmanship“.

## Folgen des Attentates von Sarajevo

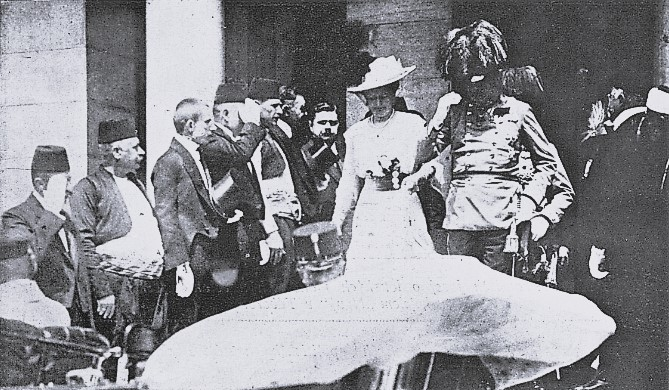
Franz Ferdinand und Sophie Chotek, wenige Minuten vor dem zweiten, tödlichen Attentat

Erzherzog Franz Ferdinand und seine Frau Sophie wurden am 28. Juni 1914 bei einem offiziellen Besuch in der bosnischen Hauptstadt Sarajevo von dem bosnisch-serbischen Jugendlichen Gavrilo Princip erschossen. Princip stammte aus der Bosnischen Krajina und war Mitglied der nationalistischen Jugendbewegung Mlada Bosna. Er und seine Mitverschwörer konnten schnell gefasst werden.
In Wien vermutete Außenminister Graf Berchtold die Auftraggeber des Doppelmords jedoch in Belgrad:

„Es erhellt aus den Aussagen und Geständnissen der verbrecherischen Urheber des Attentates vom 28. Juni, daß der Mord von Sarajevo in Belgrad ausgeheckt wurde, daß die Mörder die Waffen und Bomben, mit denen sie ausgestattet waren, von serbischen Offizieren und Beamten erhielten, die der Narodna Odbrana angehörten, und daß schließlich die Beförderung der Verbrecher und deren Waffen nach Bosnien von leitenden serbischen Grenzorganen veranstaltet und durchgeführt wurde.“

Es konnten auch zwei Namen ermittelt werden: der des serbischen Offiziers Vojislav Tankosić, der bereits an der Ermordung des serbischen Königs Aleksandar Obrenović beteiligt gewesen war, und der eines bei der serbischen Eisenbahn beschäftigten Bosniers namens Milan Ciganović. Von diesem vermutet der australische Historiker Christopher Clark, dass er ein V-Mann des serbischen Ministerpräsidenten Nikola Pašić innerhalb der konspirativen serbischen Offiziersorganisation Schwarze Hand war. Von der Existenz und Beteiligung der Schwarzen Hand wusste man 1914 allerdings noch nichts. Stattdessen sah man die Narodna Odbrana als Drahtzieher des Attentats. Klarheit bestand jedoch über das Motiv der Attentäter und ihrer etwaigen Hintermänner: Sie wollten Österreich-Ungarn schwächen und so langfristig einen Anschluss des besetzten Bosnien und Herzegowina an Serbien erreichen.
Der serbischen Regierung wurde eine moralische Mitschuld gegeben, da sie Organisationen wie die Narodna Odbrana gewähren ließ. Zu konkreten Verwicklungen schrieb der leitende Ermittler in Sarajewo, Sektionsrat Friedrich Wiesner, in seinem Bericht vom 13. Juli 1914 an das kaiserliche und königliche (k. u. k.) Außenministerium u. a.:

„Mitwissenschaft serbischer Regierung an der Leitung des Attentats oder dessen Vorbereitung und Beistellung der Waffen durch nichts erwiesen oder auch nur zu vermuten. Es bestehen vielmehr Anhaltspunkte, dies als ausgeschlossen anzusehen. Durch Aussagen Beschuldigter kaum anfechtbar festgestellt, daß Attentat in Belgrad beschlossen und unter Mitwirkung serbischen Staatsbeamten Ciganović' und Major Tankošic' vorbereitet, von welchen beiden Bomben, Brownings, Munition und Zyankali beigestellt.“

Einzelne Passagen dieses in zwei Teilen versandten Telegramms wurden als Beleg angeführt, dass Österreich das Attentat nur als Vorwand für ein Ultimatum verwendet habe. Nach dem Krieg vertrat u. a. Wiesner die These von einer Mitwisserschaft der serbischen Regierung und sagte gegenüber dem Historiker Bernadotte Everly Smith, dass sein Bericht „weitgehend missverstanden“ wurde:

„Persönlich sei er [erinnerte sich Wiesner] damals durch die bei der Ermittlung zusammengetragenen Hinweise durchaus von der moralischen Mitschuld der serbischen Regierung an dem Verbrechen von Sarajevo überzeugt gewesen, aber weil das Beweismaterial nicht so beschaffen gewesen sei, dass es vor Gericht Bestand gehabt hätte, sei er nicht bereit gewesen, es in einem richtigen Prozess gegen Serbien zu verwenden. Das habe er, sagte er, bei seiner Rückkehr nach Wien deutlich gemacht.“

Dieser Darstellung widerspricht Wiesners eigenes Besprechungsprotokoll der Unterredungen vom 4. bis zum 8. Juli 1914 in der Kommission im k. u. k. Ministerium des Äußern bezüglich der Konsequenzen auf das Attentat, die belegen, dass Wiesner zur Mäßigung und zur gewissenhaften Untersuchung der Tatbestände mahnte, aber nicht gehört wurde. Die Tatsache, dass die anderen Kommissionsmitglieder nicht einsahen, dass man aus dem vorliegenden Material keine eindeutigen Schlüsse auf die Mitschuld Serbiens ziehen kann, stürzte ihn eigenen Angaben zufolge in Depressionen. Nur um Schlimmeres zu verhindern, nahm er den Auftrag an, einen ersten Entwurf der Forderungen an Serbien zu verfassen, wozu er vermerkte: „Ich bekomme als Direktive nur, dass die Forderungen nicht allzu leicht erfüllbar sein sollen. Dagegen erkläre ich sie nur so konzipieren zu können, dass sie zwar scharf und streng aber nicht unerfüllbar sind, dass sie uns nicht von Europa als Eingriffe in die Souveränität Serbiens ausgelegt werden können“. Der Entwurf von Wiesner wurde aber dann in dieser Richtung verändert.
Der serbischen Regierung war bewusst, dass die Gefahr bestand, dass die Regierung Österreich-Ungarns mit einem Militärschlag auf das Attentat reagieren würde. Sie bedauerte deshalb offiziell die Ermordung des Thronfolgers, bestritt jegliche Verwicklung und wies darauf hin, dass alle Täter aus dem von Österreich-Ungarn annektierten Bosnien stammten und damit k. u. k. Untertanen seien.
In Bosnien und Kroatien kam es zu heftigen antiserbischen Ausschreitungen. Diese wurden von der serbischen Presse zu massiven Anschuldigungen gegen Österreich-Ungarn benutzt, was in einen regelrechten Pressekrieg zwischen Serbien und dem Habsburgerreich mündete. In Wien sah man in den serbischen Verlautbarungen einen Beweis für eine serbische Mitschuld am Attentat. Serbien berief sich dagegen auf die im Lande verfassungsrechtlich garantierte Pressefreiheit und sah in der amtlich beeinflussten nationalistischen österreichisch-ungarischen Presse (besonders der konservativen Reichspost) den wahren Problemherd.

## Österreich-Ungarn

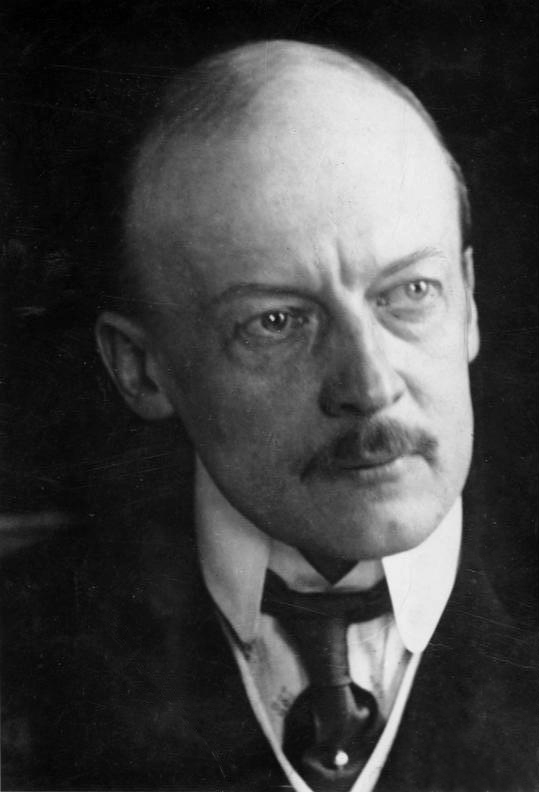
Außenminister Leopold Graf Berchtold

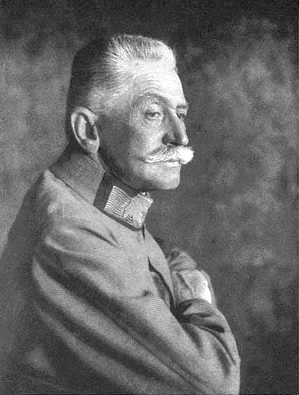
Armeechef Franz Conrad von Hötzendorf

In Österreich-Ungarn drängten hochrangige Militärs und Politiker wie der Chef des Generalstabs, Franz Conrad von Hötzendorf, der österreichische Ministerpräsident Karl Stürgkh und Kriegsminister Alexander von Krobatin bereits seit Jahren auf ein militärisches Vorgehen gegen Serbien. Sie glaubten, nur so der großserbischen Bewegung beikommen zu können, die auf einen Anschluss aller südslawischen Gebiete des Habsburgerreichs an Serbien abzielte. Außenminister Leopold Berchtold, Kaiser Franz Joseph I. und vor allem der ermordete Thronfolger Franz Ferdinand hatten sich diesen Plänen jedoch bislang widersetzt.
Nach dem Attentat forderte Conrad einen sofortigen Angriff gegen Serbien. Berchtold erwiderte, ein solcher Schritt müsse gut vorbereitet werden. Am 1. Juli teilte er dem ungarischen Ministerpräsidenten István Tisza mit, man habe sich im Auswärtigen Amt auf eine Abrechnung mit Serbien verständigt. Tisza jedoch hielt den Augenblick für ungünstig und protestierte mit einem Schreiben an Kaiser Franz Joseph. Dem ungarischen Ministerpräsidenten ging es auch darum, zu verhindern, dass das prekäre Gleichgewicht der Doppelmonarchie durch eine eventuelle Annexion Serbiens gestört würde. Denn ein Zuwachs an slawischen Untertanen hätte den Anhängern eines Trialismus Auftrieb geben und die Stellung Ungarns schwächen können.
Conrads Plan eines schnellen und entscheidenden Überraschungsschlags war jedoch militärisch für die k. u. k. Armee nicht durchführbar, da sie selbst bei einem begrenzten Krieg gegen Serbien eine Mobilmachungszeit von 16 Tagen hatte. Der Generalstabschef wollte damit nur den Kriegszustand erreichen und jegliches Einlenken von Seiten der Politik ausschließen.

### „Mission Hoyos“ und „Blankoscheck“

Der „Blankoscheck“, das Telegramm des österreichisch-ungarischen Botschafters an Außenminister Berchtold über das Ergebnis der Hoyos-Mission.

In einer Ministerrat-Sitzung am 2. Juli 1914 in Wien konnte noch keine Einigung mit Tisza erzielt werden, doch man beschloss, Legationsrat Alexander Hoyos, den Kabinettschef und engsten Berater von Außenminister Berchtold, als Gesandten nach Berlin zu schicken, um zu eruieren, ob es eine deutsche Rückendeckung für ein militärisches Vorgehen gebe.
Hoyos reiste am 5. Juli 1914 nach Berlin und hatte dort eine Unterredung mit Arthur Zimmermann, dem Unterstaatssekretär im Auswärtigen Amt. Hoyos drängte, der Habsburgermonarchie „bei dieser Gelegenheit freie Hand gegen Serbien“ zu geben. Nach einer Unterredung mit dem österreichisch-ungarischen Botschafter Ladislaus von Szögyény-Marich stellte Kaiser Wilhelm II. dann den berühmten „Blankoscheck“ aus, den Reichskanzler Theobald von Bethmann Hollweg am 6. Juli bestätigte. In einem Telegramm sicherte er Österreich-Ungarn bei einem Vorgehen gegen Serbien die volle Unterstützung des Reiches zu:

„Kaiser Franz Joseph könne sich aber darauf verlassen, daß S[eine] M[ajestät] im Einklang […] und seiner alten Freundschaft treu an Seite Österreich-Ungarns stehen werde.“

Oft wird beschrieben, dass es sich dabei von deutscher Seite um eine „Blankovollmacht“ handelte.
Sebastian Haffner meint, die Entscheidung für den Schlag gegen Serbien sei nicht in Wien, sondern am 5. Juli 1914 in Potsdam gefallen, und zwar ausdrücklich auch für den Fall, dass sich daraus „ernste europäische Komplikationen“ ergeben sollten. Aber auch die Verantwortlichen in Wien haben den Krieg sehenden Auges herbeigeführt, nicht nur einen lokal begrenzten Krieg geplant, sondern waren auch bereit, einen weite Teile Europas umfassenden Krieg auszulösen, weil sie glaubten, dadurch den Vielvölkerstaat Österreich-Ungarn wieder stabilisieren und somit retten zu können.

### Eingreifen Russlands

Das europäische Bündnissystem vor dem Ersten Weltkrieg

Die Gefahr des österreichischen Vorgehens lag in einem Eingreifen Russlands, das sich als Schutzmacht Serbiens betrachtete. Bei einem (unprovozierten) Angriff Russlands gegen Österreich-Ungarn aber musste laut Zweibund-Vertrag Deutschland dem Bündnispartner zur Hilfe kommen. Ein Krieg zwischen Russland und Deutschland wiederum bedeutete für Frankreich den Bündnisfall.
Wie sehr die österreichisch-ungarischen Verantwortlichen mit einem russischen Eingreifen rechneten, ist in der Forschung umstritten. Außenminister Berchtold schrieb am 25. Juli in einem vertraulichen Telegramm an seinen Botschafter in Sankt Petersburg Friedrich von Szápáry:

„In dem Augenblicke, wo wir uns zu einem ernsten Vorgehen gegen Serbien entschlossen haben, sind wir uns natürlich auch der Möglichkeit eines sich aus der serbischen Differenz entwickelnden Zusammenstoßes mit Russland bewußt gewesen. […] Wir konnten uns aber durch diese Eventualität nicht in unserer Stellungnahme gegenüber Serbien beirren lassen, weil grundlegende staatspolitische Considerationen uns vor die Notwendigkeit stellten, der Situation ein Ende zu machen, daß ein russischer Freibrief Serbien die dauernde, ungestrafte Bedrohung der Monarchie ermögliche.“

### Pläne zur Aufteilung Serbiens

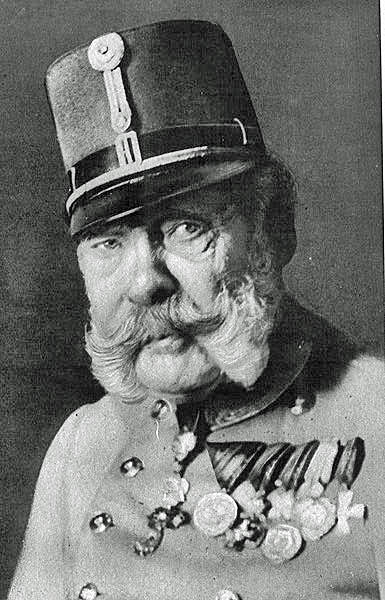
Kaiser Franz Joseph I.

Darüber, was mit Serbien nach einem Militärschlag geschehen solle, bestand zum Zeitpunkt der Hoyos-Mission noch keine Einigkeit. In einem Schreiben vom 2. Juli an Kaiser Wilhelm, das Hoyos im Rahmen seiner Mission übergab, formulierte Kaiser Franz Joseph, Ziel seiner Regierung sei „die Isolierung und Verkleinerung Serbiens“. Dieser Staat sei „Angelpunkt der panslawistischen Politik“ und müsse daher „als politischer Machtfaktor am Balkan ausgeschaltet“ werden. Hoyos persönlich sprach am 5. Juli gegenüber Zimmermann von einer „völligen Aufteilung“ Serbiens, was Berchtold später nach dem Protest Tiszas als persönliche Meinung des Grafen darstellte.
In einer Ministerratssitzung am 19. Juli 1914 verständigten sich die k. u. k. Minister darauf, nach Möglichkeit kein serbisches Territorium zu annektieren, Serbien aber durch Abtretung großer Gebiete an befreundete Balkanstaaten zu schwächen. Außerdem beschloss man, gegenüber anderen Mächten ein territoriales Desinteresse zu erklären.
Österreichisch-ungarische Diplomaten in Sankt Petersburg und London betonten deshalb wiederholt, man habe keine Eroberungsabsichten. So ließ Berchtold dem russischen Außenminister Sergei Dmitrijewitsch Sasonow mitteilen:

„daß wir bei unserer Aktion gegen Serbien keinerlei territorialen Erwerb beabsichtigen und auch die selbständige Existenz des Königreiches ganz und gar nicht vernichten wollen. […] Die Monarchie ist territorial saturiert und trägt nach serbischem Besitz kein Verlangen. Wenn der Kampf mit Serbien uns aufgezwungen wird, so wird dies für uns kein Kampf um territorialen Gewinn, sondern lediglich ein Mittel der Selbstverteidigung und Selbsterhaltung sein.“

Allerdings wurden die österreichischen Pläne, Serbien zu verkleinern, durch Indiskretionen österreichisch-ungarischer Botschaftsmitarbeiter in London bekannt. Der deutsche Kanzler Bethmann Hollweg äußerte sich daraufhin empört über die „unerträgliche Zweideutigkeit“ Wiens hinsichtlich seiner Kriegsziele.
Gegenüber der britischen Regierung ließ die k. u. k Regierung am 29. Juli verlauten, sie könne nicht voraussehen, was sie nach einem siegreichen Krieg tun werde. Es sei jedoch natürlich, dass „alle auf unser Desinteressement bezüglichen Erklärungen nur für den Fall gelten, dass der Krieg zwischen uns und Serbien lokalisiert bleibe“.

### Ultimatum an Serbien
Am 14. Juli konnten sich die k. u. k. Minister mit Tisza darauf verständigen, Serbien ein auf 48 Stunden befristetes Ultimatum zu stellen, dessen Forderungen so scharf sein sollten, „daß mit der Wahrscheinlichkeit einer kriegerischen Auseinandersetzung gerechnet werden muß.“ Das Ultimatum sollte erst nach dem geplanten Besuch des französischen Präsidenten Poincaré in Russland vorgelegt werden, damit der Zar nicht von kriegstreibenden Kräften beeinflusst würde und logistischer Zeitaufwand ermöglichte eine Mobilisierung nicht vor dem 25. Juli, so dass ein Ultimatum nicht vor dem 22. Juli erfolgen sollte. Der deutsche Verbündete wurde darüber informiert und drängte, dass das Ultimatum unannehmbar sein müsse. Auch Berchtold hatte bereits am 7. Juli 1914 den k. u. k. Gesandten in Belgrad Wladimir Giesl instruiert: „Wie immer die Serben reagieren – Sie müssen die Beziehungen abbrechen und abreisen; es muss zum Krieg kommen“. Die Regierung verschärfte so den von Friedrich Wiesner am 8. Juli verfassten ersten Entwurf erheblich und setzte Formulierungen ein, vor denen Wiesner ausdrücklich gewarnt hatte.
Das Ultimatum wurde am 23. Juli um 18 Uhr abends durch den Gesandten Giesl in Belgrad übergeben. Es enthielt zehn Forderungen, unter anderem Tankosić und Ciganović schnell festzunehmen, die Narodna Odbrana und ähnliche Vereine aufzulösen, alle anti-österreichischen Publikationen zu verhindern und alle der anti-österreichischen Propaganda schuldigen Lehrer, Offiziere und Beamte zu entlassen. Am brisantesten waren die Punkte 5 und 6. Sie forderten,

„5. einzuwilligen, daß in Serbien Organe der k. u. k. Regierung bei der Unterdrückung der gegen die territoriale Integrität der Monarchie gerichteten subversiven Bewegung mitwirken;

6. eine gerichtliche Untersuchung gegen jene Teilnehmer des Komplottes vom 28. Juni einzuleiten, die sich auf serbischem Territorium befinden; von der k. u. k. Regierung hierzu delegierte Organe werden an den diesbezüglichen Erhebungen teilnehmen;“

Die meisten Historiker gehen davon aus, dass das Ultimatum bewusst unannehmbar gefasst wurde und gar nicht angenommen werden sollte. So konstatiert etwa Manfried Rauchensteiner: „Einig war man darüber, die Begehrnote an Serbien zum frühestmöglichen Zeitpunkt abzusenden und sie so zu redigieren, dass sie von Belgrad abgelehnt werden musste“. Dafür spricht auch, dass bereits am 25. Juli, das heißt einen Tag vor Ablauf der Frist des Ultimatums durch Baron Hold von Ferneck im k. u. k. Außenministerium im Voraus eine ablehnende Antwort auf die Reaktion Serbiens erarbeitet wurde. Falls Serbien alle Bedingungen des Ultimatums annehme, dabei aber auch nur den leisesten Protest äußere, sollte die Reaktion aus den folgenden Gründen als unzureichend beurteilt werden: 1.) Weil Serbien entgegen seiner 1909 eingegangenen Verpflichtung Österreich-Ungarn gegenüber eine feindliche Haltung eingenommen habe, 2.) Weil es die Befugnis Österreich-Ungarns, Serbien nach eigenem Ermessen zur Verantwortung zu ziehen, offensichtlich in Frage stelle, 3.) weil von einer inneren Umkehr Serbiens keine Rede sein könne, obwohl es mehrmals dazu ermahnt wurde, 4.) weil es Serbien offensichtlich an ehrlicher Absicht und Loyalität mangele, um die Bedingungen des Ultimatums zu erfüllen. Auch wenn Serbien alle Bedingungen ohne Widerrede annehme, so könne dennoch angemerkt werden, dass es die im Ultimatum geforderten Schritte weder unternommen noch über sie informiert habe.
Christopher Clark dagegen rechtfertigt das Ultimatum damit, dass Serbien entgegen der offiziellen Zusicherung niemals Ermittlungen gegen die Hintermänner des Attentats eingeleitet habe, die der Schwere der Tat angemessen gewesen seien. Die Ermittlungen seien eine Woche nach dem Attentat weitgehend abgeschlossen worden. Außerdem habe es in der neueren Zeit weit gravierendere Forderungen gegeben, die nicht als unannehmbar angesehen würden, etwa jene, die die NATO Serbien 1999 im Vertrag von Rambouillet gestellt hat. Auch John Keegan sieht in der Forderung nach Ermittlungen durch k. u. k. Behörden nichts, was andere Nationen als Verletzung ihrer Grundsätze hätten betrachten müssen, da Serbien, wie er wortwörtlich ausführt, zu dieser Zeit in den Augen der internationalen Gemeinschaft fast den Status eines „Schurkenstaates“ besessen habe.
Noch vor Ablauf der Serbien gesetzten Frist wurde am 25. Juli in Budapest der serbische Generalstabschef und Kriegsminister Radomir Putnik verhaftet, der sich auf der Durchreise von einer Kur im steirischen Bad Gleichenberg nach Serbien befand. Putnik wurde jedoch schnell wieder freigelassen.

## Deutschland

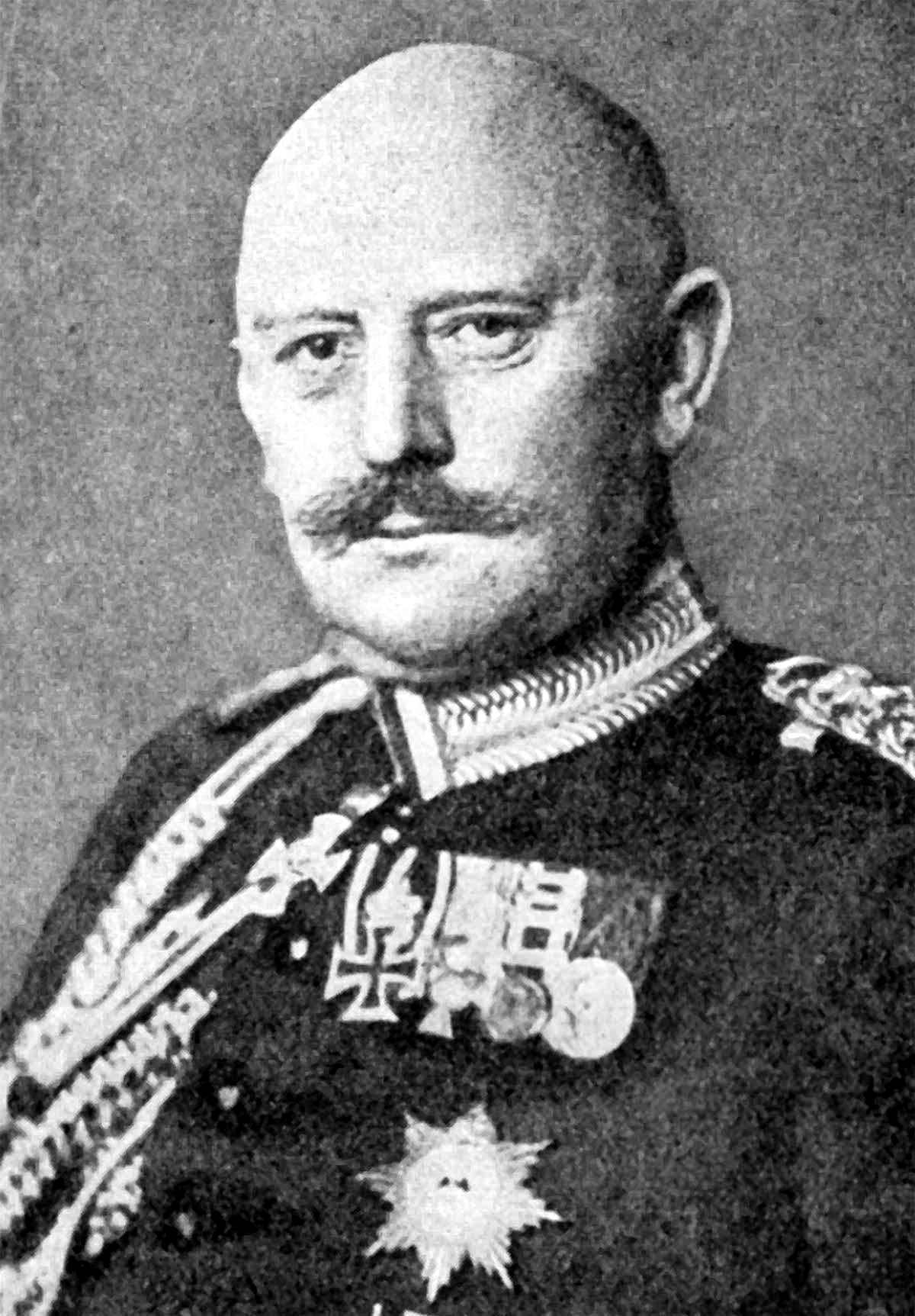
Generalstabschef Helmuth Johannes Ludwig von Moltke

Zu den umstrittensten Aspekten der Julikrise zählt seit langem die Einschätzung der Rolle der deutschen Führung.
Nach dem Attentat sind zunächst keine Aktivitäten oder Pläne dokumentiert. Am 3. Juli hatte jedoch der sächsische Militärbeauftragte beim Deutschen Bundesrat, Traugott Leuckart von Weißdorf, ein Gespräch mit dem Oberquartiermeister im Generalstab des Deutschen Reiches, Georg von Waldersee. Leuckart berichtete anschließend seiner Regierung, Waldersee habe gesagt, es könne von heute auf morgen zum Krieg kommen. Nach Leuckarts Einschätzung würde der Generalstab einen Krieg auch begrüßen. Allerdings zögere der Kaiser noch.

### Präventivkriegspläne oder Lokalisierungsglaube?
Seit der Gründung der Triple Entente im Jahr 1907 fühlte sich Deutschland von seinen Gegnern zunehmend eingekreist. Vor allem der Generalstab sah eine existentielle, militärische Bedrohung und ging fest davon aus, dass die Aufrüstung von Russland und Frankreich dazu dienen sollte, ungefähr 1916 einen Krieg vom Zaun zu brechen. Zu diesem Zeitpunkt glaubte Generalstabschef Moltke, einen Krieg nicht mehr gewinnen zu können. Deshalb drängte er bereits seit 1908 auf einen Präventivkrieg zu einem früheren Zeitpunkt. Im Kriegsrat vom 8. Dezember 1912 diskutierte Wilhelm II. mit den Spitzen des Militärs, ob die durch den Ersten Balkankrieg entstandene Krise dazu genutzt werden solle, einen solchen Krieg herbeizuführen. Da der Leiter des Reichsmarineamtes Admiral Tirpitz sich noch nicht ausreichend gerüstet sah, nahm man von dem Plan Abstand. Der Generalstab warnte die Regierung jedoch weiter eindringlich vor der, seiner Meinung nach, immer brisanter werdenden militärischen Lage, zuletzt in einem Memorandum vom 15. Mai 1914. Zahlreiche Historiker wie Andreas Hillgruber und Imanuel Geiss sind der Meinung, dass das Attentat von Sarajevo vom Generalstab als „goldene Gelegenheit“ für einen Krieg begrüßt wurde.
Als am 5. Juli der „Blanko-Scheck“ ausgestellt wurde, gingen offenbar die meisten Beteiligten auf deutscher Seite davon aus, dass Russland in einen österreichisch-serbischen Krieg nicht eingreifen würde. Hans von Plessen, der Generaladjutant Wilhelms II., notierte nach einem Gespräch mit dem Kaiser, Kriegsminister Erich von Falkenhayn und Moriz von Lyncker, dem Chef des kaiserlichen Militärkabinetts in sein Tagebuch:

„Bei uns herrscht die Ansicht, dass die Österreicher je früher, je besser gegen Serbien losgehen und dass die Russen – obwohl Freunde Serbiens – doch nicht mitmachen.“

Kriegsminister Falkenhayn dagegen schrieb in einem Brief an den in Karlsbad zur Kur weilenden Generalstabschef Moltke, sowohl er als auch Kanzler Bethmann Hollweg seien der Ansicht, dass sich Österreich letztendlich doch nicht zu einem ernsten Schritt aufraffen werde. Der stellvertretende Leiter des Auswärtigen Amtes, Arthur Zimmermann, allerdings soll in der Unterredung mit Hoyos von „90 Prozent Wahrscheinlichkeit“ gesprochen haben, dass ein großer Krieg komme. Trotzdem, so äußerte er sich später gegenüber Vertrauten, habe er den zögernden Kanzler zur Bestätigung des Blanko-Schecks gedrängt. In den Tagebuchaufzeichnungen von Kurt Riezler, dem engsten Vertrauten von Reichskanzler Bethmann Hollweg, heißt es am 8. Juli:

„Eine Aktion gegen Serbien kann zum Weltkrieg führen. Der Kanzler erwartet von einem Krieg, wie er auch ausgeht, eine Umwälzung alles Bestehenden […]. Kommt der Krieg aus dem Osten, so dass wir also für Oesterreich-Ungarn und nicht Oest[erreich]-Ungarn für uns zu Felde zieht, so haben wir Aussicht, ihn zu gewinnen. Kommt der Krieg nicht, will der Zar nicht oder rät das bestürzte Frankreich zum Frieden, so haben wir doch noch Aussicht, die Entente über diese Aktion auseinander-zumanoeuvrieren.“

Gegen Ende des Krieges gestand Bethmann Hollweg selber: „In gewissem Sinne war es ein Präventivkrieg“.

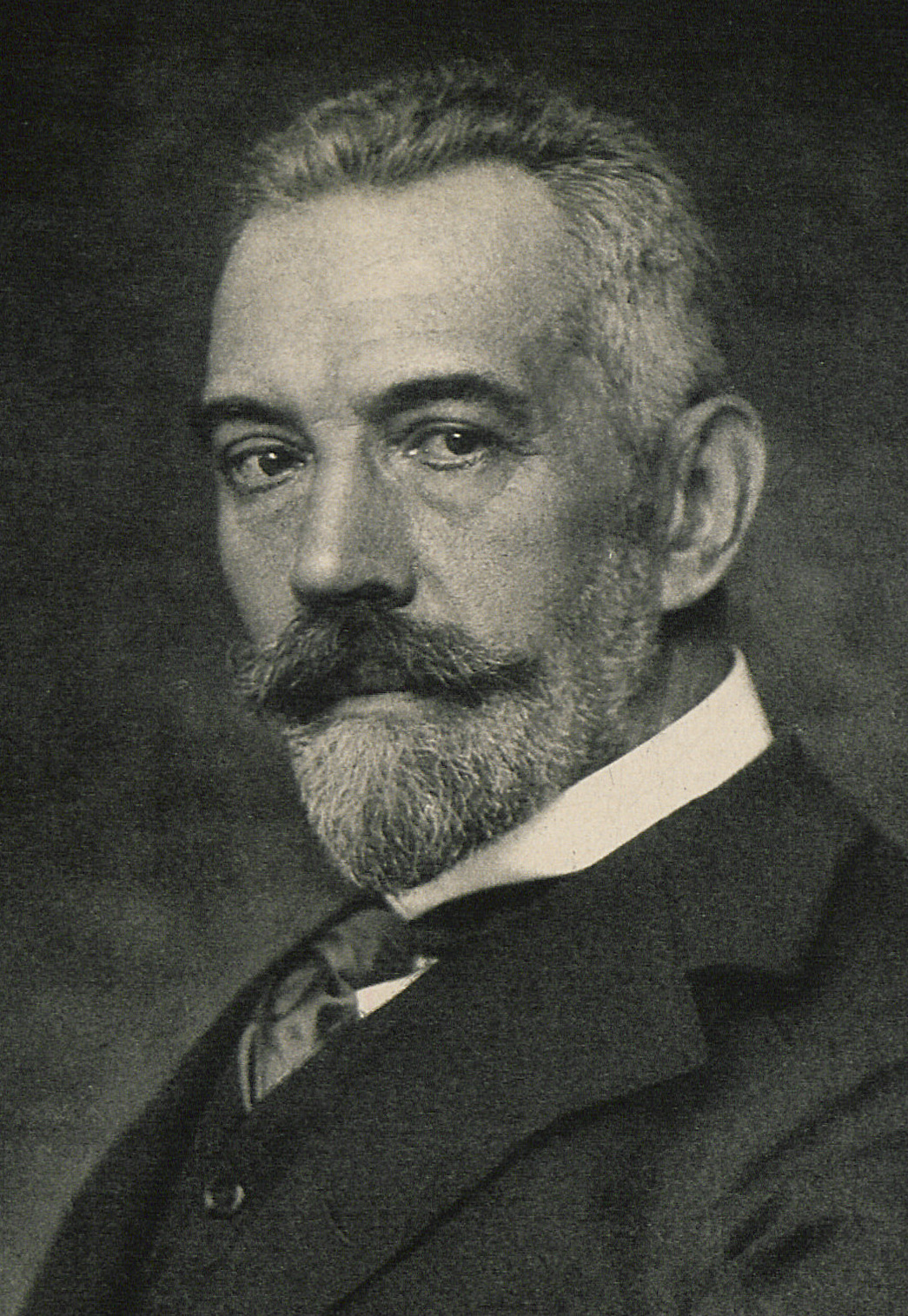
Reichskanzler Theobald von Bethmann Hollweg

Diese widersprüchliche Quellenlage ist ein Hauptgrund für die bis heute anhaltende Forschungsdebatte. Fritz Fischer ging davon aus, dass die politische Führung Deutschlands 1914 gezielt einen europäischen Krieg herbeiführen und damit einen Griff nach der Weltmacht tun wollte. Egmont Zechlin dagegen vertrat die Meinung, dass die deutsche Politik zwar bewusst das Risiko eines Weltkrieges in Kauf genommen habe, jedoch nicht, um Weltmachtspläne zu realisieren, sondern um einem als sicher angenommenen baldigen Angriff Russlands und Frankreichs zu einem „günstigeren Zeitpunkt“ zuvorzukommen. Er meint, die deutschen Politiker hätten vielfach den gängigen begrenzten „Kabinettskrieg“ erwartet, die Entente habe jedoch mit einem „Hegemonialkrieg“ geantwortet. Da Bethmann Hollweg mit einem solchen „Auskämpfen“ nicht gerechnet habe, habe er den europäischen Krieg als tragbares Risiko betrachtet. Auch andere Forscher sehen die Angst vor der steigenden Macht Russlands als zentrales Motiv der deutschen Politik. Obwohl die Stärke Deutschlands immer mehr zunahm, hielten demnach der „fatalistische“ Bethmann Hollweg, der „selbstzweifelnde“ Moltke und der „labile“ Wilhelm, mit seinen Ängsten vor Sozialismus, „Gelber Gefahr“ und „Slawischer Flut“ die Zeit für die „letzte Abrechnung“ gekommen. Lüder Meyer-Arndt glaubt, dass sich die deutschen Politiker an die „unüberlegte Erklärung“ Kaiser Wilhelms gebunden fühlten, was ihnen in der Folge die Handlungsfreiheit genommen habe. Gerd Krumeich vertritt die These, dass die Forderung der deutschen Regierung, der Konflikt zwischen Österreich-Ungarn und Serbien müsse unter allen Umständen lokalisiert bleiben, einen groben Verstoß gegen die damaligen diplomatischen Usancen bildete. Dahinter habe die Idee gestanden, Russlands Kriegsbereitschaft und -willigkeit zu prüfen. Sollte Russland nicht auf die Lokalisierungsforderung eingehen, gelte es für Deutschland, den Krieg sofort zu führen, ehe das Zarenreich noch mehr aufrüste. Die Folgen dieser Erpressungsstrategie seien nicht vorhergesehen worden.

### Drängen auf Ultimatum
Am 6. Juli trat der Kaiser seine geplante Urlaubsreise nach Norwegen an. Ob man nur die Öffentlichkeit durch eine Absage nicht beunruhigen wollte, ob es sich um eine bewusste Täuschung über den Ernst der Lage handelte oder ob Bethmann Hollweg vor allem den unberechenbaren Kaiser aus dem Weg haben wollte, ist umstritten. Auch zahlreiche andere Politiker und Militärs traten ihre Urlaube an. Dafür kam Gottlieb von Jagow, der Staatssekretär im Auswärtigen Amt, am 8. Juli von seiner Hochzeitsreise zurück. In der Folge übernahm das Außenministerium die Federführung der Politik. Allerdings waren sowohl Bethmann Hollweg auf seinem Landgut in Hohenfinow als auch Georg von Waldersee auf Schloss Ivenack telegraphisch erreichbar und kamen beide während der nächsten zweieinhalb Wochen mehrmals nach Berlin. Auch der Kaiser hatte auf seiner Jacht Hohenzollern eine Funkanlage und wurde – allerdings selektiv – auf dem Laufenden gehalten.
In den Gesprächen mit Hoyos und Szögyény-Marich am 5. und 6. Juli hatten sich sowohl der Kaiser als auch Zimmermann und Bethmann Hollweg für ein möglichst schnelles Fait accompli ausgesprochen. In der Folge drängten die deutschen Politiker in Wien wiederholt, möglichst rasch zu handeln und das geplante Ultimatum unannehmbar abzufassen. So erklärte der deutsche Botschafter in Wien, Heinrich von Tschirschky, k. u. k. Außenminister Berchtold, Kaiser Wilhelm habe ihn angewiesen, „hier mit allem Nachdruck zu erklären, daß man in Berlin eine Aktion gegen Serbien erwarte und daß es in Deutschland nicht verstanden würde, wenn wir die gegebene Gelegenheit vorübergehen ließen, ohne einen Schlag zu führen.“ Ein weiteres „Transigieren“ (Verhandeln) mit Serbien, so interpretierte Berchtold, würde in Deutschland als Schwächebekenntnis ausgelegt.
Inwieweit bereits Vorbereitungen für einen großen Krieg getroffen wurden, ist umstritten. Fritz Fischer ging davon aus, dass die Ministerrunden in Berlin am 10., 15. und 18. Juli der Kriegsvorbereitung dienten. Waldersee erklärte am 17. Juli: „Wir sind hier im Generalstabe fertig.“|ref=
Am 22. Juli wurde die deutsche Regierung von Wien über den genauen Wortlaut des Ultimatums informiert. Offiziell beharrte sie jedoch während der gesamten Krise darauf, die österreichisch-ungarischen Pläne nicht gekannt zu haben.

## Russland

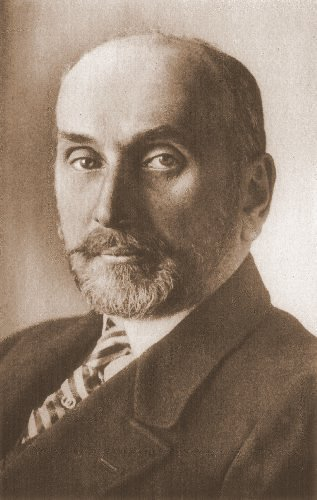
Außenminister Sergei Dmitrijewitsch Sasonow

Die russische Politik war bereits seit der Mitte des 19. Jahrhunderts von dem Bestreben geprägt, eine möglichst große Kontrolle über den Balkan und damit über die für den russischen Handel immens wichtigen türkischen Meerengen Bosporus und Dardanellen zu bekommen. Seit dem Ende des Zweiten Balkankrieges im August 1913 war jedoch Serbien als einziger Verbündeter auf dem Balkan geblieben.
Nach dem Attentat von Sarajewo rechnete man in Sankt Petersburg von Anfang an mit einer „Strafaktion“ Österreichs gegen Serbien. Bereits am 7. Juli lancierte deshalb die russische Botschaft in Wien eine Zeitungsmeldung, in der es hieß, man werde nicht protestieren, wenn Österreich eine Untersuchung in Belgrad verlange, einer Beeinträchtigung der politischen Selbstständigkeit Serbiens aber nicht zusehen. Am 16. Juli und 18. Juli erfolgten ähnliche Warnungen an die Regierung in Wien. Um den 17. Juli herum erfuhr man in Sankt Petersburg aus verschiedenen Quellen, dass Österreich ein „scharfes“ Ultimatum plante.
Vom 20. bis 23. Juli kam es zu einem lange geplanten Staatsbesuch des französischen Verbündeten in Sankt Petersburg. Über den Inhalt der Gespräche des französischen Präsidenten, des russischen Zaren, des französischen Außenministers und des französischen Premierministers mit der russischen Regierung gibt es keine offiziellen Protokolle. Die ausgiebigen ergebnislosen Forschungen zu den Gesprächen und Ergebnissen vonseiten sowjetischer Wissenschaftler und den Herausgebern der offiziellen französischen Dokumentensammlung über den Ausbruch des Ersten Weltkrieges bzw. die Lücken bei der französischen Dokumentation der Kommunikation des französischen Botschafters in Russland lassen den amerikanischen Historiker Sean McMeekin vermuten, dass nach 1914 eine Menge Material vernichtet wurde. Christopher Clark hat jedoch zahlreiche inoffizielle Dokumente ausgewertet, die darauf schließen lassen, dass die französische Seite ein „festes Zusammenstehen“ in der kommenden Krise forderte. Aus dem Abschluss-Kommuniqué des Besuches geht ebenfalls „die volle Entschlossenheit der französischen Regierung“ hervor, Bündnistreue zu wahren und gemeinsam mit den Russen zu handeln. Laut McMeekin haben die französischen und russischen Führer nicht beschlossen in den Krieg zu ziehen, aber waren gemeinsam bereit, den Krieg zu riskieren und die zukünftigen österreichischen Forderungen gegen Serbien unabhängig von deren Inhalt nicht zu billigen.
Nach Ansicht Sean McMeekins begann Russland bereits am 25. Juli 1914 mit einer heimlichen Mobilmachung seiner Armee und der Ostsee- sowie Nordflotte. Eine Teilmobilmachung sei bereits deutlich früher begonnen worden. McMeekin hält die Russen mit ihrem alten Ziel, die Meerengen beherrschen zu wollen, für die Hauptverantwortlichen am Ausbruch des Krieges. Die diesbezüglichen Maßnahmen waren im Einklang mit den Plänen einer geheimen russischen Militärkommission zur Kriegsvorbereitungsperiode, die insbesondere durch diplomatische Verhandlungen dem Feind die Massierung eigener Kräfte verschleiern sollte.
Außenminister Sasonow und Nikolai Januschkewitsch, der Chef des russischen Generalstabes, vereinbarten im Prinzip am 24. Juli 1914 eine Teilmobilmachung. Januschkewitsch schickte am 25. Juli 1914 um 03:26 ein Telegramm nach Warschau, das mit dem 26. Juli 1914 den Beginn der Kriegsvorbereitungen im gesamten europäischen Teil Russlands vorsah. Am 27. Juli 1914 leitete Januschkewitsch die Kriegsvorbereitungen auch in den Bezirken Omsk, Irkutsk, Turkestan und Kaukasus ein. So wurden Übungen und Manöver abgebrochen, Truppen in die Quartiere beordert, Militärbezirke unter Kriegsrecht gestellt, Festungen in den Kriegszustand versetzt, Mannschaften aufgestockt, Grenzposten voll bemannt, teilweise Reservistenjahrgänge einberufen, Zensur und Sicherungsmaßnahmen verschärft, Häfen und Bahnlinien vermint und Depots eingerichtet. Nach Maurice Paleologue, dem französischen Botschafter in Russland, sahen die Aktionen am 25. Juli 1914 nach Mobilmachung aus. Bereits am 26. Juli 1914 um 15:25 meldete der deutsche Militärattaché in Russland Eggeling nach Berlin über die russischen Mobilmachungsmaßnahmen. Der belgische Militärattaché in Sankt Petersburg meldete am 26. Juli, der Zar habe die Mobilmachung von zehn Armeekorps in den Militärbezirken Kiew und Odessa angeordnet. Die deutschen Konsuln in Russland berichteten dazu alarmierende Tatsachen an den deutschen Botschafter in Sankt Petersburg Friedrich Pourtalès. Am 27. Juli 1914 schickten österreichische Konsuln in Kiew, Moskau und Odessa dazu Berichte. Darüber hinaus gibt es auch Hinweise, dass die Russen bereits erheblich früher mit einer teilweisen Mobilmachung begannen: In einem relativ frühen Stadium der Lemberg-Offensive nahmen österreichisch-ungarische Truppen Soldaten aus sibirischen und kaukasischen Einheiten gefangen, die angesichts Russlands gewaltiger Entfernungen und enormer Transportprobleme kaum den Westen erreicht haben konnten, wenn sie erst Ende Juli mobilisiert worden wären. Das alles heißt natürlich nicht, dass sich die zaristische Regierung für den Krieg entschieden hat.
Laut Clark läuteten in Österreich-Ungarn wegen der Mobilmachung die Alarmglocken, vor allem aber erhöhten die Maßnahmen massiv den Druck auf Deutschland, das bislang von militärischen Vorbereitungen abgesehen hatte.
Die russische Führung scheint entschlossen gewesen zu sein, keine weitere diplomatische Demütigung wie in der bosnischen Annexionskrise 1908 und keine Schwächung ihrer Position auf dem Balkan mehr hinzunehmen. Die Verantwortlichen fürchteten vermutlich auch eine Revolution für den Fall, dass sie das „slawische Brudervolk“ im Stich ließen.

## Frankreich

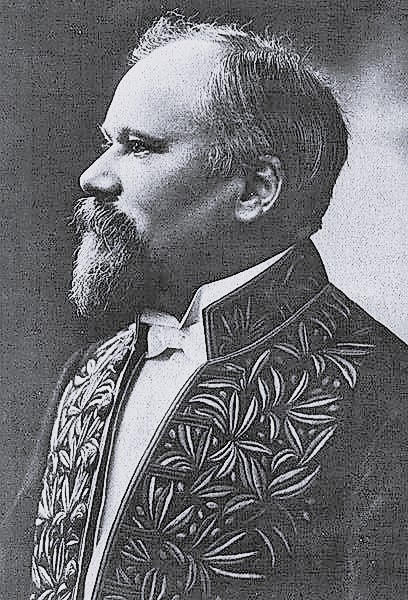
Präsident Raymond Poincaré

Die französische Staatsregierung scheint nach dem Attentat zunächst nicht mit gefährlichen politischen Folgen gerechnet zu haben. Ausschlaggebend war wohl die Einschätzung des erfahrenen Botschafters in London, Paul Cambon, der meinte, Österreich-Ungarn werde Serbien mit Sicherheit nicht für eine Untat verantwortlich machen, die von k. u. k. Untertanen begangen worden sei. Dies änderte sich schlagartig, als Präsident Raymond Poincaré sowie Ministerpräsident und Außenminister René Viviani während des Staatsbesuchs in Sankt Petersburg erfuhren, dass Wien offenbar ein „scharfes“ Ultimatum plante. Poincaré erklärte daraufhin, Frankreich würde seine Bündnisverpflichtungen im Falle eines Krieges einlösen. Diese Zusage wird als weiterer „Blanko-Scheck“ bezeichnet. Herfried Münkler etwa vermutet, dass die russische Regierung ohne die französischen Beistandsversicherungen deutlich vorsichtiger agiert hätte.
Der Historiker Stefan Schmidt weist in seiner auf neu erschlossenen französischen Quellen basierenden Arbeit darauf hin, dass neben dem Wunsch nach Rache für die Niederlage von 1870/71 und der Rückholung Elsass-Lothringens macht- und bündnispolitische Überlegungen einen hohen Einfluss auf die Denkweise der französischen Führung ausübten. Es galt einerseits, das Ansehen Frankreichs als Großmacht zu wahren. Andererseits kannte und fürchtete man die deutschen Präventivkriegsüberlegungen. Deshalb hatte das Bündnis mit Russland außenpolitisch größte Priorität. Allerdings ließ die wachsende Militärmacht des Zarenreichs bei der französischen Führung auch die Angst aufkommen, der Verbündete könne sich bei einem Konflikt mit Deutschland, der nur französische Interessen tangiere, vor seinen Bündnisverpflichtungen drücken. So entschieden sich Poincaré und Maurice Paléologue, der französische Botschafter in Sankt Petersburg, Russland die unbedingte Unterstützung Frankreichs zuzusichern, verlangten im Gegenzug jedoch im Falle eines Krieges einen schnellen russischen Angriff auf Ostpreußen, um den deutschen Schlieffen-Plan zu unterlaufen. Diese französische Politik der «fermeté», der Stärke und Festigkeit, war darauf gerichtet, den deutsch-österreichischen Zweibund entweder von einem Krieg gegen Serbien abzuschrecken, oder einen gesamteuropäischen Krieg, falls er denn käme, erfolgreich zu führen: „Denn war es einerseits in innen- und außenpolitischer Hinsicht erforderlich, das Deutsche Reich mit der Kriegsschuld zu belasten und ihm im Zuge eines kalkulierten Manövers die Initiative im Rekurs auf die militärischen Machtmittel zu überlassen, so galt es andererseits sicherzustellen, dass Russland zu einem umgehenden und uneingeschränkten Angriff auf das Deutsche Reich schritt“, resümiert Stefan Schmidt. Annika Mombauer stellt fest, dass Generalstabschef Joseph Joffre und Kriegsminister Adolphe Messimy sich am 26. Juli einig waren, „dass wir nicht die Ersten sein werden, die eine Initiative treffen, aber dass wir alle Vorsichtsmassnahmen treffen, die denen unserer Feinde entsprechen“. Die französischen Truppen wurden zehn Kilometer hinter der Grenze gehalten, um nicht für eventuelle Grenzübergriffe verantwortlich zu sein.

## Großbritannien

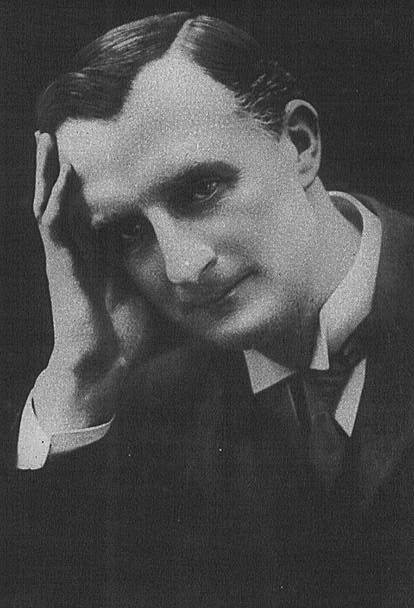
Außenminister Edward Grey, 1. Viscount Grey of Fallodon

Großbritannien war mit Frankreich und Russland seit 1907 in der Triple Entente verbunden. Der Vertrag von Sankt Petersburg aus diesem Jahr enthielt jedoch keine Bündnisverpflichtungen im Kriegsfall. Allerdings hatte die Regierung mit Frankreich ein geheimes Marine-Abkommen geschlossen. Dieses sah vor, dass die gesamte französische Flotte im Mittelmeer stationiert war. Im Gegenzug versprach Großbritannien den Schutz der französischen Kanal- und Atlantikküste. Im Sommer 1914 war es ein Hauptinteresse der britischen Politik, mit Russland in gutem Einvernehmen zu bleiben, um ein Aufbrechen von Konflikten im Nahen und Mittleren Osten zu verhindern. Die deutsche Regierung jedoch machte sich aufgrund verbesserter Beziehungen zu Großbritannien im Jahr 1914 Hoffnung, dass dieses seinen Entente-Partnern im Konfliktfall nicht beispringen würde. Inwieweit das Vertrauen auf eine britische Neutralität die Politik der deutschen Reichsleitung in der Julikrise bestimmte, ist unter Historikern nach wie vor umstritten. Während etwa Fritz Fischer davon ausging, dass das gesamte Kalkül der deutschen Regierung in der Julikrise auf einer englischen Neutralität im Kriegsfall beruhte, verweisen andere wie etwa Gerd Krumeich auf britisch-russische Gespräche über eine Marinekonvention im Frühsommer 1914. Die deutsche Regierung hatte über einen Spion davon erfahren. Als die britische Regierung auf Nachfrage verneinte, dass es überhaupt Gespräche gebe, sei das „Wasser auf die Mühlen der Einkreisungsphobie der deutschen Regierung“ gewesen.
Am 6. Juli suchte der deutsche Botschafter in London, Karl Max von Lichnowsky den britischen Außenminister Grey auf und äußerte „privatim“ seine Befürchtung, dass die k. u. k. Regierung eventuell aufgrund der serbenfeindlichen Stimmung im Land militärisch gegen Serbien vorgehen werde und dass aufgrund der russischen Rüstungen und der Marine-Gespräche die deutsche Regierung zu der Auffassung kommen könne, „dass es darum besser wäre, Österreich nicht zurückzuhalten und das Übel lieber jetzt als später herankommen zu lassen.“ Grey versuchte daraufhin, Lichnowsky zu beschwichtigen, dass es keine Anzeichen gebe, dass „die Russen hinsichtlich Deutschlands besorgt, gereizt oder feindselig gesinnt seien.“ Über etwaige Entwicklungen in Österreich-Ungarn sei aber auch er besorgt und werde, wenn Verwicklungen entstünden, „allen mir zu Gebote stehenden Einfluss aufbieten, um Schwierigkeiten zu verringern und aus dem Wege zu räumen.“ Zwei Tage später erklärte Grey dem russischen Botschafter in London, Alexander Konstantinowitsch Benckendorff, „es wäre sehr wünschenswert, wenn die russische Regierung … alles in ihrer Macht tun wollte, um Deutschland zu beruhigen und es zu überzeugen, dass kein Coup gegen es vorbereitet werde“.
Als in den nächsten Wochen der britische Botschafter in Wien, Maurice de Bunsen, mehrmals warnte, dass Österreich eine Demütigung Serbiens beabsichtige und Russland, laut seinem Botschafter in Wien, Nikolai Schebeko, Serbien im Kriegsfall beistehen werde, führte dies im britischen Außenministerium jedoch zu wenig Aufregung. In einem Gespräch mit Paul Cambon erklärte Grey, er vertraue darauf, dass Deutschland mäßigend auf seinen Bündnispartner einwirken werde.

## Italien
Das Königreich Italien war durch den Dreibund von 1882 verpflichtet, seinen Bündnispartnern Österreich-Ungarn und Deutschland beim Angriff zweier anderer Mächte oder bei einem unprovozierten Angriff Frankreichs auf ein Mitglied beizustehen. Am 1. Juli 1914 verstarb der italienische Generalstabschef Alberto Pollio, welcher sehr eng mit Deutschland bzw. Österreich-Ungarn kooperierte, völlig überraschend unter nicht geklärten Umständen und wurde durch Luigi Cadorna ersetzt.
Für Italien lag im Juli kein Bündnisfall (casus foederis) vor, da Österreich-Ungarn die Krise heraufbeschworen hatte und es rächte sich, dass man Italien nicht als gleichberechtigten Partner behandelt und von dem geplanten Ultimatum in Kenntnis gesetzt hatte. Ein Kriegseintritt wäre von der italienischen Regierung und der österreichfeindlichen Bevölkerung aber auch nicht befürwortet worden. Auch hätte Italiens lange Küste im Kriegsfall eine offene Angriffsfläche für ein feindliches Großbritannien geboten, so dass die Haltung Großbritanniens ebenfalls eine ausschlaggebende Rolle spielte.
Berchtold unterließ es absichtlich, Italien und das 1883 dem Dreibund beigetretene Königreich Rumänien von der beabsichtigten Aktion gegen Serbien zu unterrichten, da er voraussah, dass diese ihre Zustimmung nur gegen Kompensationen geben würden. Aber bereits am 14. Juli ließ der italienische Außenminister verlauten,

„unsere ganze Politik muss darauf gerichtet sein, […] jede territoriale Vergrößerung Österreichs zu verhindern, wenn diese nicht durch eine angemessene territoriale Entschädigung Italiens ausgeglichen wird.“

Die italienische Regierung machte auch keinerlei Vermittlungsversuche, sondern verfolgte in erster Linie die Frage möglicher Kompensationen im Falle einer Annexion Serbiens durch Österreich-Ungarn.

## Die Reaktionen auf das Ultimatum
Das österreichisch-ungarische Ultimatum an Serbien wurde von den Mächten der Triple-Entente als Angriff auf die Souveränität Serbiens angesehen. Der britische Außenminister Edward Grey etwa bezeichnete es als „brüsk, unvermittelt und herrisch“ und erklärte gegenüber dem deutschen Botschafter Lichnowsky, es überträfe alles, was er bisher in dieser Art jemals gesehen habe. Er regte an, dass Deutschland und England sich in Wien zusammen für eine Verlängerung der Frist einsetzen sollten. Außerdem schlug er vor, dass, falls sich gefährliche Spannungen zwischen Österreich-Ungarn und Russland ergäben, die vier nicht unmittelbar beteiligten Mächte England, Deutschland, Frankreich und Italien die Vermittlung übernehmen sollten.
Serbiens Regierung habe Recherchen des italienischen Historikers Luciano Magrini zufolge am 23. Juli zunächst „resigniert“ und eine Annahme des Ultimatums in allen Punkten erwogen, sei jedoch von Russland zu einer härteren Haltung ermutigt worden (s. u.). Ob und inwieweit das entsprechende, erst am 25. Juli eintreffende Telegramm die Antwort der serbischen Regierung beeinflusst hat, ist nach Meinung anderer Autoren nicht geklärt. Der russische Außenminister Sasonow meinte, die harten Forderungen stünden in keinem Verhältnis zu den Versäumnissen, die Serbiens Regierung vielleicht angelastet werden könnten. Die Zerstörung Serbiens und des Mächtegleichgewichts auf dem Balkan müsse verhindert werden. Der russische Ministerrat, der Kronrat und der Zar beschlossen daher bereits am 24. und 25. Juli für den Fall einer österreichischen Kriegserklärung an Serbien eine Mobilmachung der Militärbezirke Odessa, Kiew, Kasan und Moskau. An Serbien gab der Ministerrat am 24. Juli ein benachrichtigendes Memorandum heraus, wonach sich Russland bei den europäischen Großmächten für eine Fristverlängerung des Ultimatums einsetzen werde, um „eine eingehende Untersuchung des Attentats von Sarajevo“ zu ermöglichen. Aus dem Memorandum geht weiter hervor, dass Russland seine Finanzmittel aus Deutschland und Österreich abziehen und im Falle eines österreichisch-ungarischen Angriffes auf Serbien nicht untätig bleiben werde.
Am Abend des 25. Juli um 17.55 Uhr überreichte Serbien, das bereits seit 15.00 Uhr die Generalmobilmachung in Kraft gesetzt hatte, eine Antwort auf das österreichisch-ungarische Ultimatum. Darin versprach es, die meisten Punkte zu erfüllen, wies jedoch die Teilnahme von k. u. k. Beamten bei Untersuchungen in Serbien zurück:

„Die königliche Regierung hält es selbstverständlich für ihre Pflicht, gegen alle jene Personen eine Untersuchung einzuleiten, die an dem Komplotte vom 15./28. Juni beteiligt waren oder beteiligt gewesen sein sollen, und die sich auf ihrem Gebiete befinden. Was die Mitwirkung von hierzu speziell delegierten Organen der k. u. k. Regierung an dieser Untersuchung anbelangt, so kann sie eine solche nicht annehmen, da dies eine Verletzung der Verfassung und des Strafprozeßgesetzes wäre. Doch könnte den österreichisch-ungarischen Organen in einzelnen Fällen Mitteilung von dem Ergebnisse der Untersuchung gemacht werden.“

Die Antwort wurde von den Entente-Mächten als weitgehendes Entgegenkommen gewertet, von Österreich-Ungarn aber als „ungenügend“ und „vom Geist der Unaufrichtigkeit erfüllt“ zurückgewiesen. Die deutsche Regierung unterstützte diese Sichtweise. Sie wies alle Vermittlungsversuche mit der Begründung zurück, dass man Österreich-Ungarn wegen seines Konfliktes mit Serbien nicht vor ein europäisches Gericht ziehen könne.
Der am 27. Juli aus dem Urlaub zurückgekehrte Kaiser Wilhelm II. sah in der serbischen Antwort eine „Kapitulation demütigster Art“, mit der jeder Grund zum Krieg entfalle. Wilhelm schlug vor, dass Österreich lediglich Belgrad als „Faustpfand“ besetzen solle, um die Durchsetzung seiner Forderungen zu erzwingen. Diese Anregung reichte die deutsche Regierung jedoch nur verzögert und verstümmelt nach Wien weiter. Einen ganz ähnlichen Vorschlag machte der britische Außenminister Grey am 29. Juli. Er meinte, Österreich solle nach einer Besetzung Belgrads seine Bedingungen bekannt geben, über die verhandelt werden könne. Dieser Vorschlag wurde am 30. Juli von der deutschen Regierung an Österreich-Ungarn weitergeleitet, dort jedoch zurückgewiesen. Auch der französische Präsident Poincaré lehnte ihn ab, so dass der französische Ministerpräsident Viviani ihn nicht weiter unterstützte.
Während viele Historiker die österreichisch-ungarische Weigerung, auf diesen Vorschlag einzugehen, als Fehler sehen, hält Christopher Clark die englischen Vermittlungsvorschläge für unrealistisch, da sie Österreich-Ungarn entweder keine wirklichen Vorteile gebracht hätten oder gegenüber Frankreich und vor allem Russland nicht durchsetzbar gewesen seien.

## Vom österreichisch-serbischen zum großen europäischen Krieg

Berlin, Unter den Linden: Bekanntgabe des Zustands der drohenden Kriegsgefahr am Nachmittag des 31. Juli 1914

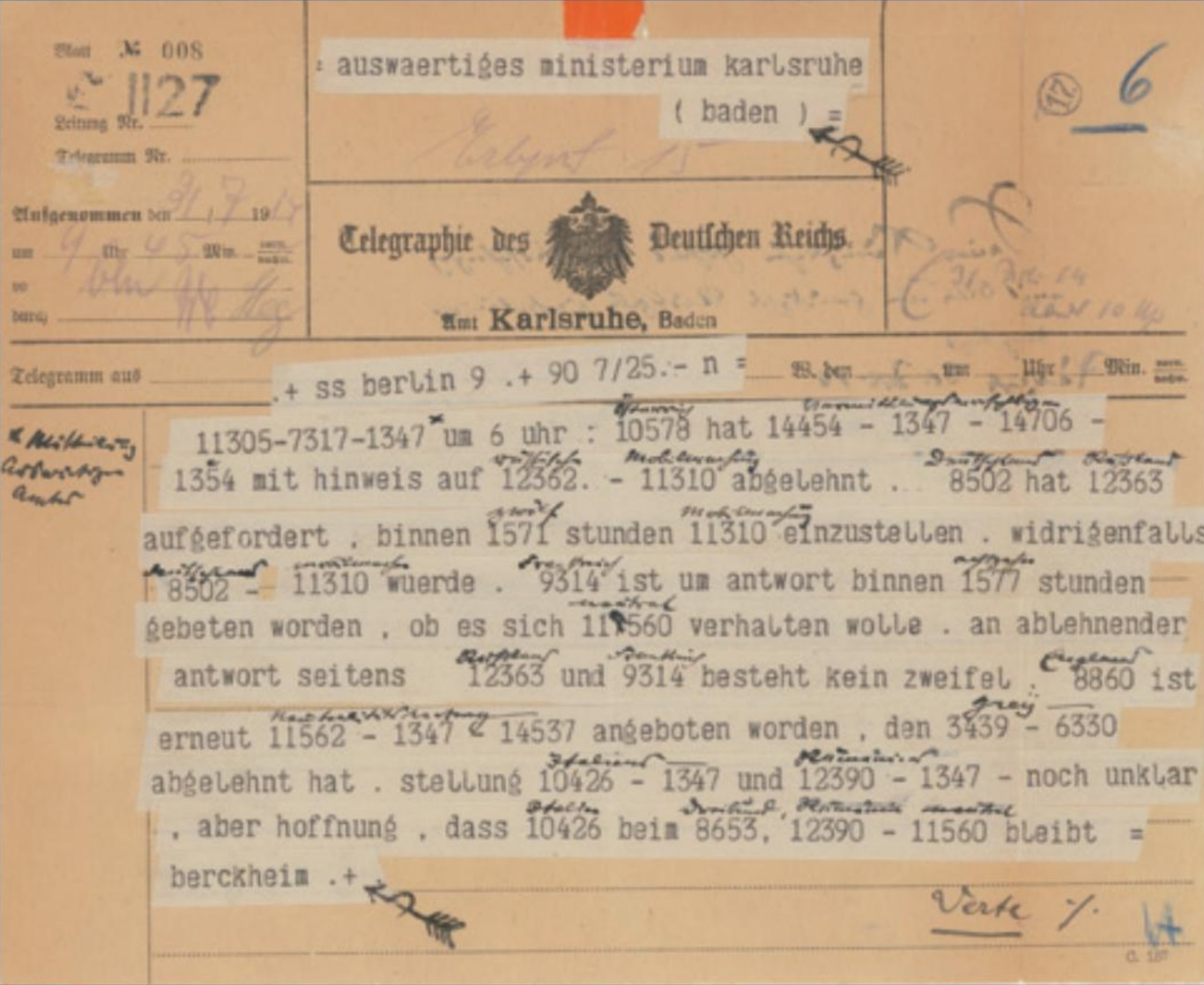
Chiffre-Telegramm des badischen Gesandten Sigismund Graf von Berckheim an seine Regierung mit der Mitteilung der unmittelbar drohenden Kriegsgefahr am Abend des 31. Juli

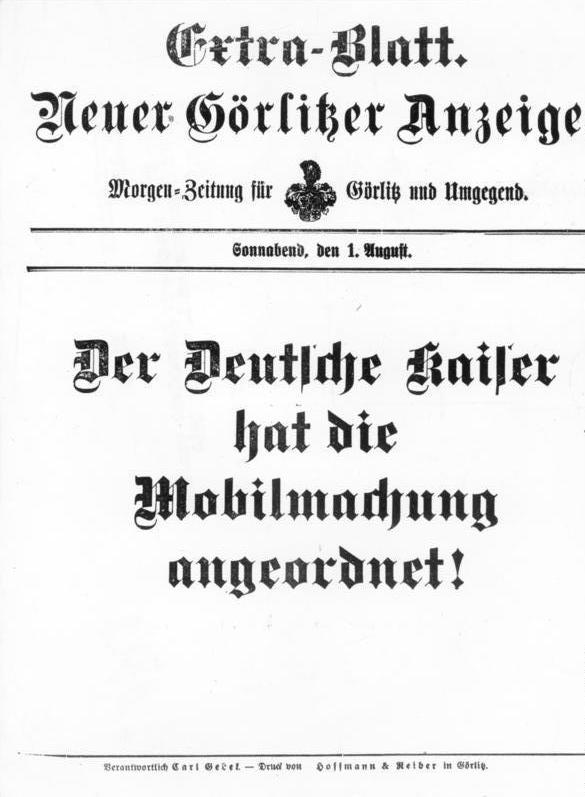
Extra-Blatt des Neuen Görlitzer Anzeigers vom 1. August 1914

Noch am 28. Juli während der laufenden Vermittlungsbemühungen erklärte Österreich-Ungarn Serbien den Krieg, denn Graf Berchtold wollte jedem Interventionsversuch den Boden entziehen und vollendete Tatsachen schaffen. Um die Unterschrift von Kaiser Franz Josef unter die Kriegserklärung zu erhalten, erwähnte er einen serbischen Angriff bei Temes Kubin, der jedoch wohl nie stattgefunden hat. In der Proklamation An Meine Völker! wandte sich der Kaiser an seine Untertanen. Die eigentlichen Kriegshandlungen begannen vermutlich mit einer Beschießung Belgrads am 29. Juli wenige Minuten vor ein Uhr morgens durch das DDSG-Schiff Inn und mehrere k. u. k. Monitore. Die am Semliner Ufer versammelten Zuschauer glaubten schon an eine Beendigung dieses Zwischenfalls, als kurz darauf die Serben um zwei Uhr früh einzelne Felder der Eisenbahnbrücke zwischen Belgrad und Semlin sprengten, und die k. u. k. Haubitzenbatterie auf der Semliner Seite das Feuer eröffnete. Zu diesem Zeitpunkt war Belgrad bereits teilweise evakuiert. Der von Conrad von Hötzendorf lange geplante massive Beschuss Belgrads durch Artillerie und die k. u. k. Donauflottille hatte damit begonnen. Obwohl er militärisch bedeutungslos war, entfaltete er politische Wirkung, da Österreich-Ungarn nun alle Vermittlungsversuche als „zu spät gekommen“ zurückwies.
Russland antwortete am 29. Juli mit der Teilmobilmachung. Außenminister Sasonow versicherte dem deutschen Botschafter Pourtalès, dass sich diese Mobilmachung nur gegen Österreich-Ungarn richte und es keine Maßnahmen gegen Deutschland gebe. Unter anderem die neuen Forschungen von Christopher Clark zeigen jedoch, dass bereits umfangreiche Vorbereitungsmaßnahmen in den zu Deutschland hin gelegenen Militärbezirken im Gange waren. Gleichzeitig bemühte sich Sasonow um eine friedliche Lösung unter der Bedingung, dass diese nicht gegen die Souveränität und territoriale Integrität Serbiens gerichtet sei. Berchtolds Erklärung vom 28. Juli 1914, Russland habe nach Erhalt seiner Zusicherung, dass Österreich keinen Gebietserwerb anstrebe, kein Recht zur Einmischung, blieb wirkungslos, weil Sasonow die „Herabdrückung“ Serbiens zu einem österreichischen „Satellitenstaat“ befürchtete.
Einige Historiker wie Sean McMeekin und Christopher Clark interpretieren die russische Mobilmachung als Kriegsentschluss. Diese Annahme ist jedoch nicht zwingend. Es könnte sich genauso gut um ein Drohszenario oder eine reine Vorsichtsmaßnahme gehandelt haben, da Russland eine Mobilmachungszeit von mehreren Wochen hatte.
Die französische Regierung war wegen der Heimreise von Sankt Petersburg erst am 29. Juli wieder voll handlungsfähig und erhielt in der Nacht zum 30. Juli die Nachricht von der russischen Teilmobilmachung. Sie bat den Verbündeten, möglichst wenig offen und herausfordernd zu agieren, um keine deutsche Mobilmachung zu provozieren. Während Außenminister Viviani aufgeschlossen für eine Verhandlungslösung im Sinne der englischen Vermittlungsangebote war, hatte es für Poincaré und die Spitzen des Militärs Vorrang, England zu einer offenen Bündniszusage zu bewegen, um sowohl die Drohkulisse gegenüber dem Zweibund wie die eigene Position im Kriegsfall entscheidend zu stärken.
Für das deutsche Militär ergab sich durch die russische Mobilmachung eine Zwangslage. Der Schlieffen-Plan, zu dem man keine Alternative entwickelt hatte, sah vor, die russische Mobilmachungszeit zur Niederwerfung Frankreichs zu nutzen. Da man davon ausging, dass Russland mehrere Wochen für die Mobilisierung der Armee brauche, gab man nach der russischen Mobilisierung dem Druck der Militärs zugunsten einer schnellen Offensive im Westen nach. Die Option, dass Russland mobilisieren und zugleich verhandlungsbereit sein könne, war im deutschen Szenario nicht vorgesehen. Die deutsche Regierung ließ in Sankt Petersburg deshalb mitteilen, dass ein Fortschreiten der russischen Maßnahmen mit eigener Mobilmachung beantwortet werden müsse. Russland jedoch ließ am 30. Juli das ganze Heer mobilmachen. Der deutsche Generalstabschef Helmuth von Moltke und Kriegsminister Erich von Falkenhayn drängten daraufhin massiv auf eine deutsche Mobilmachung, um nicht wertvolle Zeit zu verlieren.
Während Kanzler Bethmann Hollweg noch zögerte, forderte Moltke seinen österreichischen Kollegen Conrad von Hötzendorf zur Generalmobilmachung auf, die am 31. Juli erfolgte. Am gleichen Tag verkündete Deutschland den „Zustand drohender Kriegsgefahr“ und stellte Russland ein Ultimatum von 12 Stunden, innerhalb derer die russische Generalmobilmachung einzustellen sei. Ein weiteres Ultimatum von 18 Stunden an Frankreich verlangte dessen Neutralität im Fall eines deutsch-russischen Konflikts. Um zu verhindern, dass Frankreich sich anfangs für neutral erklärte und später in den Krieg eintrat, was den Schlieffenplan sabotiert hätte, sollte Botschafter Wilhelm von Schoen die Grenzfestungen Verdun und Belfort als Pfand für eine französische Neutralität verlangen. Dazu kam es nicht, denn die französische Regierung antwortete, Frankreich werde „entsprechend seinen Interessen“ handeln.
Nachdem eine russische Antwort ausgeblieben war, ließ Berlin am 1. August das deutsche Heer mobilmachen. Gegen 20 Uhr telegrafierte der deutsche Botschafter Friedrich Pourtalès an das Auswärtige Amt, er habe Außenminister Sasonow dreimal gefragt, ob er die verlangte Erklärung betreffs Einstellung der Kriegsmaßnahmen geben könne und nach dreimaliger Verneinung die befohlene Kriegserklärung überreicht. Da Frankreich die ultimative deutsche Neutralitätsforderung ausweichend beantwortet hatte, folgte am 3. August die deutsche Kriegserklärung an Frankreich. Botschafter Wilhelm von Schoen überreichte die Kriegserklärung an Präsident Poincaré mit der Begründung, französische Militärflieger hätten feindliche Handlungen gegen Deutschland verübt (Flugzeug von Nürnberg) und durch Überfliegen die Neutralität Belgiens verletzt.
Auf die deutsche Entscheidung, zur Eroberung Frankreichs, wie im Schlieffenplan vorgesehen, zuerst das neutrale Belgien zu besetzen, drohte Großbritannien mit Krieg. Kanzler Bethmann Hollweg bat den britischen Botschafter Edward Goschen, doch wegen eines „Fetzens Papier“ nicht den Frieden zu brechen – gemeint war die internationale Garantie für die belgische Neutralität aus dem Jahr 1839. Großbritannien jedoch erklärte Deutschland am 4. August, nach dessen Einmarsch in Belgien, den Krieg. Das italienische Kabinett hatte schon am 2. August beschlossen, Italien für neutral zu erklären, weil sich Österreich gegen Geist und Buchstaben des Dreimächtepaktes nicht mit Italien abgestimmt hatte.

## Die Krise in der deutschen Öffentlichkeit

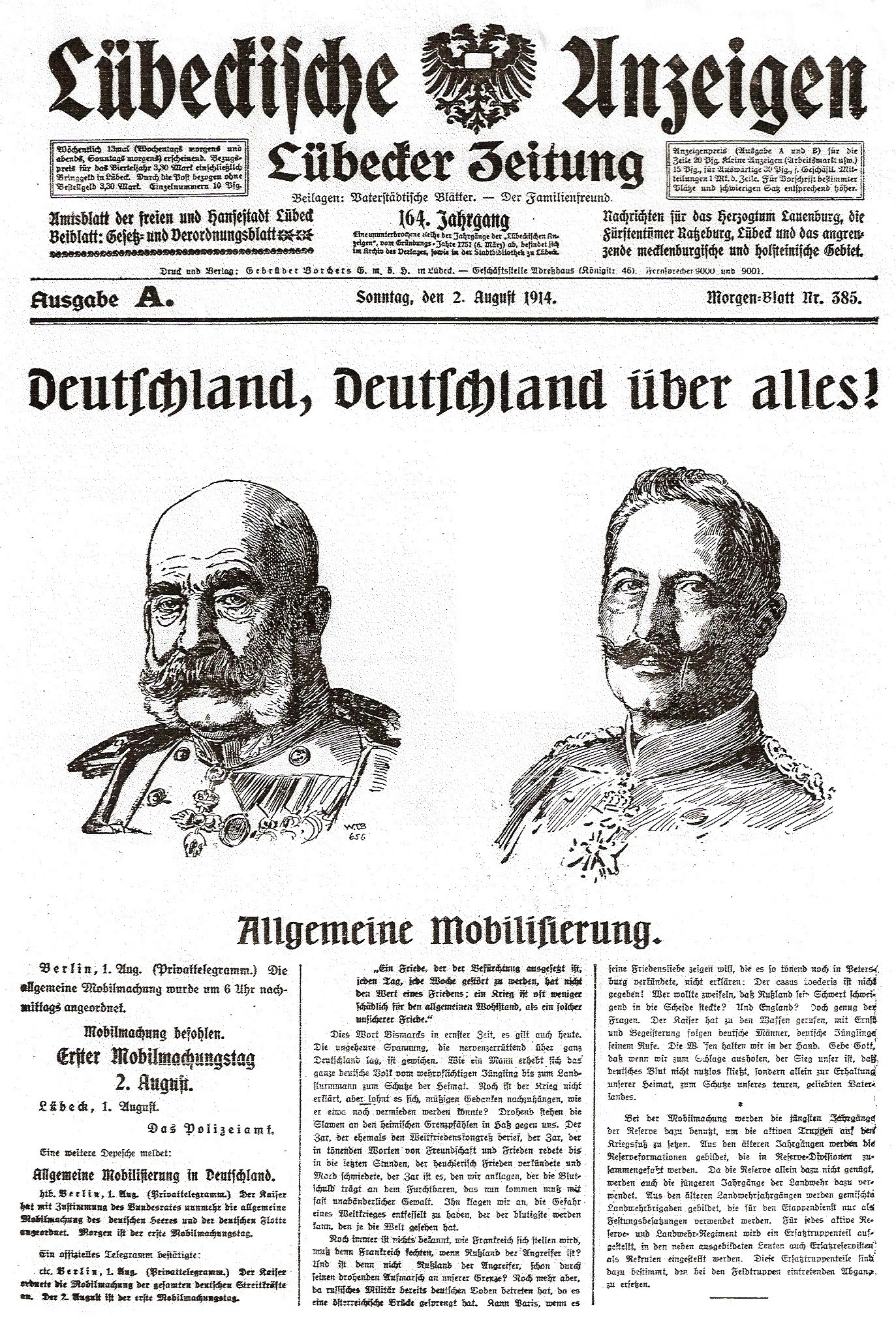
Morgenausgabe des 2. Augusts der Lübeckischen Anzeigen

In der Öffentlichkeit wurde die Krise lange Zeit nicht als solche wahrgenommen. Zwar rechnete man nach dem Attentat allgemein mit einem „Schritt“ Österreich-Ungarns gegen Serbien, vertraute aber den offiziellen Versicherungen, dass kein Eingriff in serbische Hoheitsrechte geplant sei. Als das Ultimatum bekannt wurde, hielt ein großer Teil der deutschsprachigen Presse es für gerechtfertigt. Es gibt Hinweise darauf, dass die deutsche Regierung hier im Vorfeld Einfluss genommen hat. So wies etwa der Legationsrat im Auswärtigen Amt, Ernst Langwerth von Simmern, den Geschäftsträger der Regierung in Hamburg an, die Chefredakteure von Hamburger Nachrichten, Correspondent und Hamburger Fremdenblatt vertraulich darauf hinzuweisen, dass ein Krieg am besten dadurch vermieden werden könne, wenn Deutschland ruhig und fest an der Seite Österreich-Ungarns stehe. Die SPD rief am 25. Juli im Vorwärts zu Anti-Kriegskundgebungen am 28. Juli auf. In ganz Deutschland beteiligten sich daran schätzungsweise 500.000 bis 750.000 Menschen, darunter etwa 20 Prozent Frauen. Vereinzelt kam es zu Zusammenstößen mit der Polizei oder mit nationalen Demonstranten. Dagegen feierten deutschnationale Studenten, der Jungdeutschland-Bund und Teile des „gutbürgerlichen Publikums“ die serbische Ablehnung am 25. und 26. Juli mit Straßenkundgebungen.
Auch in den folgenden Tagen kam es zu Massenaufläufen in den deutschen Innenstädten, vor allem in Berlin. Diese rührten auch daher, dass die Menschen dort durch Extrablätter, Anschläge an den Litfaßsäulen oder offizielle Bekanntmachungen am schnellsten die neuesten Entwicklungen erfuhren. Bis heute ungeklärt sind die Hintergründe und Wirkungen der Falschmeldung des Berliner Lokal-Anzeigers, der am 30. Juli 1914 am frühen Nachmittag ein Extrablatt mit der Schlagzeile „Die Entscheidung ist gefallen!“ drucken ließ, das die falsche Nachricht verbreitete, der deutsche Kaiser habe die Mobilmachung von Heer und Flotte befohlen. Trotz sofortigen Dementis des Auswärtigen Amtes soll die russische Botschaft in Berlin die Meldung für wahr gehalten und unwidersprochen weitergeleitet haben, was einen Einfluss auf die am selben Nachmittag gefallene Entscheidung des Zaren zur Anordnung der russischen Generalmobilmachung für den nächsten Tag denkbar erscheinen lässt.
Am 2. August erfuhr die deutsche Bevölkerung aus der Presse von ersten russischen Angriffen in Ostpreußen, nicht jedoch, dass die eigene Regierung Russland bereits am Tag zuvor den Krieg erklärt hatte. Ebenfalls am 2. August kamen Gerüchte über französische Grenzverletzungen wie Bombenabwürfe bei Nürnberg auf, die am 3. August als amtlich bestätigte Mitteilung an die Presse weitergegeben wurden, obwohl sie zu diesem Zeitpunkt bereits als „Tatarenmeldungen“ identifiziert worden waren. Der Glaube, sowohl von Russland wie von Frankreich heimtückisch überfallen worden zu sein, während der eigene Kaiser angeblich unermüdlich um den Frieden bemüht gewesen sei, führte in Deutschland zu einem Schulterschluss fast aller politischen Kräfte und zu einer großen Zustimmung zum Krieg. Das Gefühl, schuldlos in den Krieg hineingezogen worden zu sein, gab es auch in den anderen beteiligten Ländern. Die ausziehenden Soldaten wurden vielerorts begeistert verabschiedet.

## Die Beurteilung der Julikrise
Nach Kriegsende wurde in den Pariser Vorortverträgen die alleinige Verantwortung der Mittelmächte am Kriegsausbruch festgeschrieben. Im Versailler Vertrag, den die Siegerstaaten mit Deutschland schlossen, heißt es in § 231:

„Die alliierten und assoziierten Regierungen erklären, und Deutschland erkennt an, daß Deutschland und seine Verbündeten als Urheber für alle Verluste und Schäden verantwortlich sind, die die alliierten und assoziierten Regierungen und ihre Staatsangehörigen infolge des ihnen durch den Angriff Deutschlands und seiner Verbündeten aufgezwungenen Krieges erlitten haben.“

Diese Schuldzuweisung lehnten fast alle Weimarer Parteien und der überwiegende Teil der deutschen Öffentlichkeit ab. Anfängliche Bestrebungen, das Handeln der Vorkriegs-Verantwortlichen selber zu untersuchen und juristisch zu ahnden, wurden damit im Keim erstickt. Zwar gab es in der Weimarer Republik eine umfangreiche Beschäftigung mit den Ereignissen der Julikrise, die jedoch nahezu ausschließlich als „Unschuldsforschung“ angelegt war und einem Vertragsrevisionismus dienen sollte. Von den republikfeindlichen Parteien, vor allem von der DNVP und der NSDAP, wurde die „Kriegsschuldlüge“ zur Bekämpfung der Weimarer Verfassung herangezogen.

### Kontroverse nach 1945
Die Diskussion um die Beurteilung der Julikrise und damit der Kriegsschuld flammte im Oktober 1959 durch einen Aufsatz des Hamburger Historikers Fritz Fischer – Deutsche Kriegsziele – Revolutionierung und Separatfrieden im Osten 1914–1918 – und vor allem durch sein Buch Griff nach der Weltmacht (1961) wieder auf. Fischer zog das Fazit:

„Da Deutschland den österreichisch-serbischen Krieg gewollt, gewünscht und gedeckt hat und, im Vertrauen auf die deutsche militärische Überlegenheit, es im Jahre 1914 bewusst auf einen Konflikt mit Russland und Frankreich ankommen ließ, trägt die deutsche Reichsführung einen erheblichen Teil der historischen Verantwortung für den Ausbruch eines allgemeinen Krieges.“

Daraufhin kam es zur so genannten Fischer-Kontroverse, in der nach Ansicht von Volker Ullrich bis heute keine Einigung erzielt worden ist: „Läßt man die ältere apologetische Version vom ‚Hineinschlittern‘ der europäischen Mächte in den Weltkrieg beiseite, die kaum noch Fürsprecher findet, so stehen sich im wesentlichen drei Interpretationen gegenüber“:
1. Die erste Gruppe um Fritz Fischer und seine Schüler versuchte nachzuweisen, dass die Reichsleitung einen Kontinentalkrieg mit Russland und Frankreich provoziert hätte, um eine Hegemonie in Europa und damit die Weltmachtstellung zu erreichen.
2. Die zweite Gruppe um Wolfgang J. Mommsen und Hans-Ulrich Wehler wählte den innenpolitischen Ansatz: Innere Schwierigkeiten und Reformunfähigkeit hätten eine „Flucht nach vorn“ verursacht, um durch Aggression nach außen die gefährdete Stellung der traditionellen Eliten zu stabilisieren (Sozialimperialismus).
3. Die dritte Gruppe mit Egmont Zechlin, Karl Dietrich Erdmann, Andreas Hillgruber und Klaus Hildebrand betrachtet die deutsche Politik in der Julikrise als außenpolitisch-strategisch motiviert. Um die diplomatische Isolation zu durchbrechen, habe man eine Politik des „kalkulierten Risikos“ verfolgt, eine Lokalisierung des österreichisch-serbischen Konflikts sei aber gescheitert.

Ein weiterer Diskussionspunkt in der deutschen Forschung war, dass die deutsche Politik in der Julikrise nach Ansicht vieler Historiker weit mehr als die der anderen Staaten „weitgehend von rein militärtechnischen Erwägungen bestimmt [gewesen sei]. Die hilflose Abhängigkeit der deutschen politischen Führung von den Plänen der Militärs war der wesentliche Grund für ihr Versagen im entscheidenden Augenblick“. Für Gerhard Ritter waren Bethmann Hollweg, aber auch Generalstabschef Moltke, der nach Kriegsbeginn zusammenbrach, hilflose Opfer der Umstände. Sie wurden, so Ritter, gegen ihren Willen in den Krieg geführt, gezwungen von der „Unerbittlichkeit militärischer Aufmarschpläne“, für die sie nicht verantwortlich waren und deren Konsequenzen nie richtig vorhergesehen worden waren. Die schlimme Inflexibilität und die Fehler der deutschen Politik in der Julikrise waren in den Augen Ritters und anderer durch den Schlieffenplan bedingt. Die Starrheit der deutschen militärischen Planungen, die keine Alternative kannten, sei hauptverantwortlich für die Ausweitung des Konfliktes zum Weltkrieg gewesen.
Das lag daran, dass die Führungsstruktur des Deutschen Reiches durch ein Nebeneinander von politischer und militärischer Führung „unterhalb“ des nur formal integrierenden Monarchen geprägt war. Die deutsche Diplomatie wurde in den entscheidenden Momenten „auf eine dienende Rolle zur Abschirmung der Militärplanung verwiesen“. Letztlich setzte sich damit – nach Hillgruber – das Präventivkriegskonzept des Generalstabes durch.
Eberhard von Vietsch hebt besonders hervor, dass eine echte Diskussion über die Notwendigkeit oder Zwecklosigkeit des Krieges in Deutschland während der Krise nicht stattgefunden habe.

„Am bestürzendsten hatte sich dies in der obersten Staatsphäre selbst, nämlich in der entscheidenden Sitzung des preußischen Staatsministeriums Ende Juli, gezeigt, wo nicht einmal die Minister mehr als einige Zwischenfragen zweitrangiger Art zu den Ausführungen des leitenden Staatsmannes zu stellen wagten, die den Existenzkampf in Sicht brachten. Demgegenüber waren im Wiener Ministerrat die großen Grundsatzfragen der Monarchie in jenen Tagen doch immerhin mit ganz anderer Schärfe und Eindringlichkeit erörtert worden. In Preußen-Deutschland aber wirkten auch die höchsten Staatsbeamten noch immer als bloße Befehlsempfänger.“

Jürgen Angelow fasste im Jahre 2010 aus seiner Sicht die deutschen Forschungstendenz wie folgt zusammen:

„In Auseinandersetzung mit den Thesen Fritz Fischers hat sich in der deutschen Historiografie die Auffassung durchgesetzt, dass das Vorgehen der Reichsleitung während der Julikrise 1914 aus einer außenpolitischen Defensivposition resultierte. Die für notwendig befundene Verbesserung der eigenen Position sollte mit Hilfe einer ‚Politik der begrenzten Offensive‘, unter Inkaufnahme eines ‚kalkulierten Risikos‘, durchgesetzt werden. Das Risiko ihres Scheiterns habe darin gelegen, zur Führung eines Großkriegs gezwungen zu werden, dessen Siegeschancen von den maßgeblichen Militärs von Jahr zu Jahr immer skeptischer bewertet wurden. […] Tatsächlich bringen die Begriffe ‚begrenzte Offensive‘ und ‚kalkuliertes Risiko‘ das Unverantwortliche und Abgründige der deutschen Position nicht vollständig zum Ausdruck. Dagegen beschreibt der von jüngeren Historikern verwendete Begriff ‚Brinkmanship‘ eine waghalsige Politik des ‚unkalkulierten Risikos‘, des Wandelns am Rande des Abgrunds.“

### Kontroverse umDie Schlafwandler
Im Jahr 2013 forderte der australische Historiker Christopher Clark in seinem Bestseller Die Schlafwandler eine Sichtweise, die sich weniger auf Deutschland konzentriert, sondern stärker auch das Verhalten der übrigen Nationen in den Blick nimmt. Sein Fazit:

„Alle [europäischen Großmächte] meinten, unter Druck von außen zu handeln. Alle meinten, der Krieg werde ihnen von den Gegnern aufgezwungen. Alle trafen jedoch Entscheidungen, die zur Eskalation der Krise beitrugen. Insofern tragen sie auch alle die Verantwortung, nicht bloß Deutschland[.]“

Andere Historiker wie Gerd Krumeich, Stig Förster, Volker Ullrich und Heinrich August Winkler warfen Clark jedoch vor, dabei die deutsche Rolle zu verharmlosen. Auch Annika Mombauer spricht sich in ihrem Buch Die Julikrise gegen Clarks These aus und meint, dass der Krieg hauptsächlich von Deutschland und Österreich-Ungarn bewusst herbeigeführt worden sei. Im Zusammenhang mit der Rolle dieser beiden Länder wird erneut an die „Mission Hoyos“ erinnert. Unterstützung erhielten Clarks Thesen in Deutschland hingegen von Jörg Friedrich, Hans Fenske und Herfried Münkler, die in ihren Werken zum Ersten Weltkrieg zu ähnlichen Schlussfolgerungen bezüglich der Kriegsursachen gelangten.
Clark entgegnet seinen Kritikern, es sei überhaupt nicht seine Absicht gewesen, der deutschen Politik einen Freispruch zu erteilen, aber es gebe in seinem Buch eine andere Verteilung des Interesses als etwa in der Fischer-Schule. Es sei ihm darum gegangen, das Interaktive und Europäische an der Katastrophe sichtbar zu machen. Die heftigen Reaktionen vor allem deutscher Historiker betrachtet Clark als geschichtspolitisch motiviert:

„Auf irgendeine rätselhafte Weise hängt die Kriegsschuldthese vom Ersten Weltkrieg mit dem Schuldkomplex des Zweiten Weltkriegs zusammen. Und da haben es die Deutschen unzweifelhaft mit einem historisch und moralisch einmaligen Erbe zu tun, das sich nicht nur aus der Kriminalität des NS-Regimes ergibt, sondern auch aus den Hunderttausenden von Mitläufern und Mittätern. Manchmal habe ich bei den Kritikern meines Buchs das Gefühl, dass sie glauben, dass das ganze Gefüge ins Wanken kommt, wenn man an irgendeinem Teil des Schuldkomplexes im 20. Jahrhundert rüttelt. Das sehe ich aber nicht so. Denn eine Debatte über den Ausbruch des Zweiten Weltkrieges wie jene über den Ersten wird es niemals geben.“

Gerd Krumeich stellte in einer Diskussion mit Christopher Clark auf dem Historikertag 2014 in Göttingen die These auf, es gebe aktuell überhaupt keine richtige Debatte um den Juli 1914, sondern eine „Clark-Debatte“. Die phänomenalen Verkaufserfolge zeigten, dass das Buch offenbar eine deutsche Sehnsucht befriedige, von der „wir alle vor zwei Jahren noch keine Ahnung hatten, dass wir die überhaupt haben.“ Außerdem stelle sich die Frage, warum alle deutschen Journalisten das Buch anders gelesen hätten, als Clark es gemeint habe, nämlich als Entlastung Deutschlands, und dann diese „wahnsinnigen Elogen“ geschrieben hätten. Das „Phänomen Clark“ sei ein eigenes Buch wert, da es unendlich wichtig sei, zu verstehen, was in der deutschen Gesellschaft rumort habe und warum sich plötzlich so viele durch Clarks Buch „erlöst“ fühlten.
In einem Beitrag für die Welt schrieben die Historiker Sönke Neitzel, Dominik Geppert und Thomas Weber sowie die Publizistin Cora Stephan, dass durch die Forschungen von Clark und Sean McMeekin ein Paradigmenwechsel eingeleitet wurde, der schwerwiegende Folgen nicht nur für die Geschichtsbetrachtung, sondern auch für das Bild der europäischen Einigung haben könne und daher auf politisch motivierte Kritik stoße:

„Neuere historische Forschungen zu Ursachen und Verlauf des Krieges widersprechen der Vorstellung, wonach das Deutsche Reich durch sein Weltmachtstreben Großbritannien provoziert habe und in seiner Machtgier mit vereinten Kräften gestoppt werden musste. Diese Sicht aber liegt jenem Europakonzept zugrunde, demzufolge Deutschland supranational ‚eingebunden‘ werden müsse, damit es nicht erneut Unheil stifte […] Die neuen historischen Erkenntnisse gefallen einigen nicht, weil sie im Widerspruch zu lieb gewonnenen Selbst- und Feindbildern stehen. Manch einem behagen die Deutungen der Julikrise nicht, die zwar den deutschen Beitrag nicht leugnen, ihn jedoch in angemessene Proportionen setzen. Schuldstolz aber steht uns genauso wenig zu wie ein triumphierender Freispruch. Die deutsche Selbstbezogenheit ist kontraproduktiv. Denn vor allem macht die gegenwärtige Krise klar, dass ein Europa scheitert, das auf historischen Fiktionen beruht. Falsche Lehren aus der Vergangenheit könnten sich als fatal für das europäische Projekt erweisen.  […] ‚EU oder Krieg‘ ist die falsche Alternative und lässt sich auch nicht aus der Geschichte der Weltkriege ableiten.“

Kritisch zu dieser Sichtweise äußerte sich vor allem Heinrich August Winkler:

„Noch abwegiger sind die nationalen, ja nationalistischen Töne, die die vier Welt-Autoren anschlagen. Wenn sie den deutschen Befürwortern der supranationalen Einigung Europas unterstellen, sie wollten, soweit sie konsequent sind, letztlich ein Europa ohne Nationen, bedienen sie Stimmungen und Ressentiments, an die seit einiger Zeit auch die AfD und zuweilen die CSU appellieren. Das Postulat einer Geschichtsschreibung ‚ohne normativen Ballast‘, wie es einer der Verfasser des Welt-Manifests, Sönke Neitzel, unlängst in anderem Zusammenhang aufgestellt hat, führt vollends in die Irre. Eine Geschichtswissenschaft, die dieser Devise folgt, würde entweder in plattem Positivismus landen oder bei jenem spezifisch deutschen Verständnis von ‚Realpolitik‘, das mit dazu beigetragen hat, Deutschland auf den Weg in den Ersten Weltkrieg zu führen. Es ist Zeit für eine Selbstrevision der Revisionisten.“

## Literatur

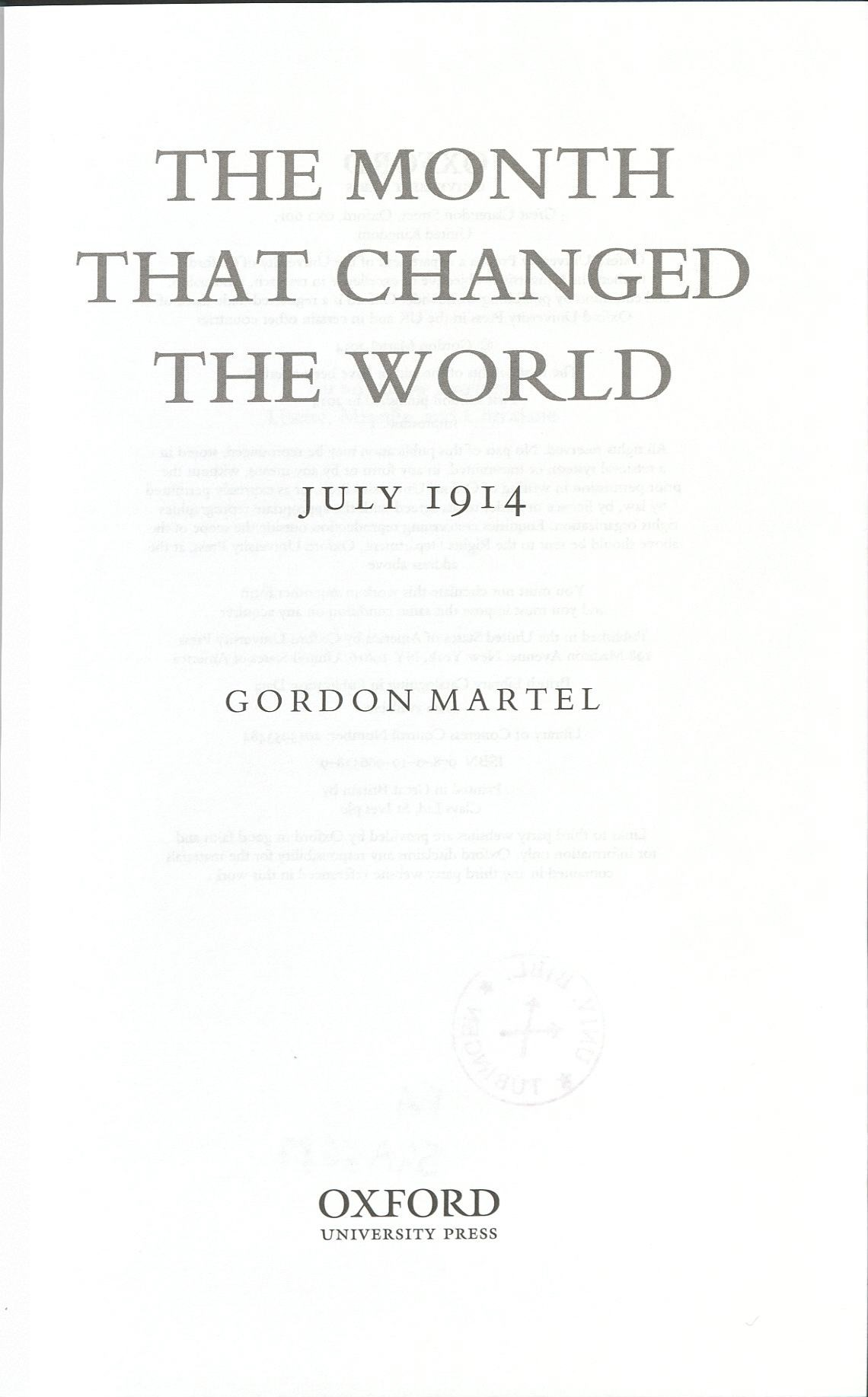
Gordon Martel (2014)

## Film
- 1914, die letzten Tage vor dem Weltbrand. D 1931, Historienfilm, 111 min.
- Sarajewo 1914: Ein Attentat und die Folgen. A 2004, Dokumentarfilm, 45 min.
- Europas letzter Sommer: Die Julikrise (=Episode 3 der Serie Vom Reich zur Republik). D 2012, Doku-Drama, 90 min.
- Noch 30 Tage bis zum Krieg – Das Deutsche Kaiserreich und die Julikrise 1914. D 2012, Dokumentarfilm, 30 min.
- 37 Days. GB 2014, 3-dreiteiliges Doku-Drama, insgesamt 177 min.
- Sarajevo – Der Weg in die Katastrophe. D 2014, Dokumentarfilm/Doku-Drama, 45 min.